# Margaret Thatcher

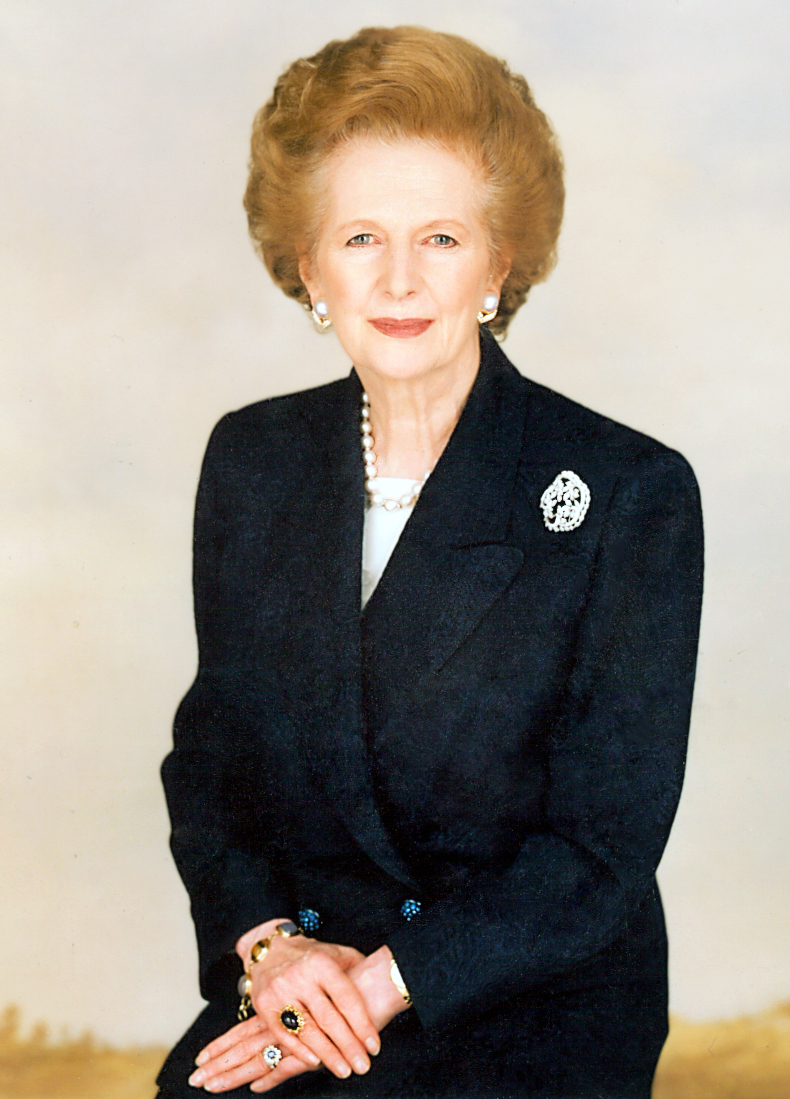
Margaret Thatcher (um 1995/96)

Margaret Hilda Thatcher, Baroness Thatcher of Kesteven, LG PC OM (* 13. Oktober 1925 als Margaret Hilda Roberts in Grantham, Lincolnshire; † 8. April 2013 in London) war eine britische Politikerin und Staatsfrau. Vom 4. Mai 1979 bis zum 28. November 1990 war sie als erste Frau Premierministerin des Vereinigten Königreichs.
Während ihres Chemiestudiums am Somerville College (Oxford) entschied sich Thatcher 1945/46, politisch tätig zu werden, und kandidierte erstmals 1950 für die Konservative Partei für das Unterhaus. Bei der Unterhauswahl 1959 wurde sie ins Unterhaus gewählt. Von 1970 bis 1974 war sie Ministerin für Bildung und Wissenschaft in der Regierung von Edward Heath. In einer Kampfabstimmung um die Parteiführung besiegte sie ihn im Februar 1975 und blieb bis 1990 Parteiführerin.
Nachdem die Konservative Partei die Unterhauswahl 1979 gewonnen hatte, war Thatcher vom 4. Mai 1979 bis zum 28. November 1990 Premierministerin des Vereinigten Königreichs. Sie war die erste Frau in diesem Amt und übte es ohne Unterbrechung länger als jeder andere britische Premierminister des 20. Jahrhunderts aus. Der Sieg des britischen Militärs im Falklandkrieg (1982) zementierte ihren Ruf als „Eiserne Lady“ und war eine entscheidende Basis für nachfolgende Wahlsiege der Konservativen. Außenpolitisch lehnte Thatcher sich eng an die USA an (von Januar 1981 bis Januar 1989 war Ronald Reagan US-Präsident) und wählte einen harten antikommunistischen Kurs. Dagegen stand sie nach anfänglicher Sympathie dem fortschreitenden europäischen Einigungsprozess zunehmend feindselig gegenüber, u. a. weil sie eine Dominanz Deutschlands in Europa fürchtete. Unter ihrer Ägide wurden Staatsunternehmen in großem Umfang privatisiert, der Einfluss der britischen Gewerkschaften gebrochen (siehe auch Bergarbeiterstreik 1984/1985); Arbeitsmarktgesetze und der Finanzsektor wurden flexibilisiert und dereguliert.
Thatcher gilt als eine der umstrittensten politischen Persönlichkeiten der Nachkriegszeit. Von ihren Anhängern verehrt und ikonisiert, wurde sie von ihren Gegnern verachtet und geschmäht. Sie wurde in vielen Songs, Filmen, Büchern und Theaterstücken der 1980er Jahre als eine prägende Figur dargestellt. Ihre Gesellschafts- und Wirtschaftspolitik ist oft Thatcherismus genannt worden.

## Leben

### Familie, Studium und Beruf

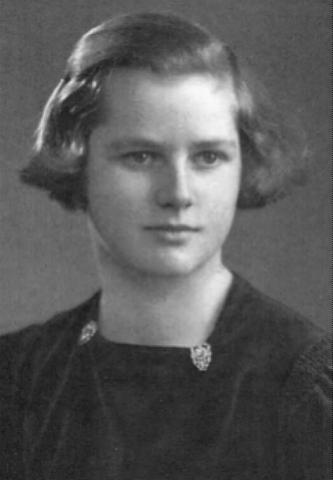
Die dreizehnjährige Margaret Roberts

Margaret Thatcher wurde als Margaret Hilda Roberts am 13. Oktober 1925 als jüngere von zwei Schwestern geboren. Ihre Eltern entstammten der unteren Mittelschicht. Ihr Vater Alfred Roberts (1892–1970) aus Northamptonshire war Kolonialwarenhändler sowie Bürgermeister ihrer Geburtsstadt Grantham und betätigte sich als methodistischer Laienprediger. Ihre Mutter Beatrice Ethel Roberts (geb. Stephenson, 1888–1960) aus Lincolnshire war eine gelernte Hausschneiderin. Während Thatcher auch in späteren Jahren ihren Vater gern als ein von ihr bewundertes, frühes Vorbild anführte und idealisierte, zeigte sie niemals öffentlich Zuneigung zu ihrer Mutter. Ihre Schwester Muriel beschrieb ihre Mutter später als eine „bigotte Methodistin“, zu der sie und Margaret keine enge Beziehung gehabt hätten. „Mutter existierte nicht in Margarets Kopf.“ Die Familie lebte in einer Wohnung über dem Ladengeschäft des Vaters, in dem Margaret und ihre Schwester aushalfen. In späteren Jahren berief sie sich oft auf den Laden ihres Vaters, in dem sie früh ein Verständnis für die Regeln des freien Unternehmertums gewonnen habe. Auch der ihr von ihrem Vater vermittelte christliche Glaube spielte in Thatchers späterem Leben eine große Rolle; als Politikerin benutzte sie oft religiöse Metaphern und gab sich ostentativ als praktizierende Christin. Ihre persönliche Sicht auf das Verhältnis von Christentum und Politik legte sie 1988 in ihrer bekannten Rede Sermon on the Mound dar. Zeitweise lebte in ihrer Familie ein jüdisches Kind, das aus dem Deutschen Reich geflohen war. Später erlebte sie während des Zweiten Weltkriegs die Angriffe der deutschen Luftwaffe auf ihre Heimatstadt.
Nachdem sie dank eines Stipendiums die Volksschule in Kesteven und die Mädchenoberschule in Grantham hatte besuchen können, studierte Margaret Roberts ab 1943 Chemie am Somerville College in Oxford. Dort nahm sie wenig am Gesellschaftsleben teil, trat jedoch der Oxford University Conservative Association (OUCA) bei. 1947 erwarb sie ihren Bachelor-Abschluss in Chemie, wobei sie im letzten Jahr bei der späteren Nobelpreisträgerin Dorothy Hodgkin eine Abschlussarbeit über Röntgenkristallographie eines Antibiotikums (Gramicidin) anfertigte. Sie arbeitete vier Jahre lang als Chemikerin in der Industrie und hatte ihre erste Anstellung bei British Xylonite Plastics. Im Jahr 1950 wechselte sie zum Nahrungsmittelkonzern J. Lyons & Co., da ihr politisches Zuhause in Dartford (Kent) lag. Dort war sie verschiedenen Anekdoten zufolge auch an der Entwicklung von Softeis beteiligt. Gesichert ist, dass sie an einer Verbesserung der Konsistenz und Qualität von Kuchen und Speiseeis arbeitete.

### Einstieg in die Politik
Nachdem Margaret Roberts etwa um 1945/1946 entschieden hatte, sich politisch zu betätigen, kandidierte sie bei den Wahlen 1950 als konservative Kandidatin für den Wahlkreis Dartford erstmals für das Unterhaus, verlor jedoch in der Labour-Hochburg klar. Dennoch wurde sie als jüngste Kandidatin des Landes in einer weiteren Öffentlichkeit wahrgenommen. Sie erwartete, einen sicheren Wahlkreis für die nächste Wahl zu bekommen; das Partei-Establishment zog ihr allerdings weniger befähigte Kandidaten vor, wie Richard Aldous 2009 konstatierte.
Im Dezember 1951 heiratete sie den wohlhabenden, geschiedenen Unternehmer Denis Thatcher. Nicht mehr auf eigenes Einkommen angewiesen, begann Margaret Thatcher bald nach ihrer Heirat ein erneutes Studium, diesmal der Rechtswissenschaften. Im Anschluss arbeitete sie kurzzeitig als Anwältin für Steuerrecht. Aus der Ehe mit Denis Thatcher stammen die Zwillinge Carol und Mark, die sie am 15. August 1953 zur Welt brachte. Durch den Einfluss ihres Mannes begann Thatcher, sich dem Anglikanismus zuzuwenden, und konvertierte später. Bei den Unterhauswahlen 1955 trat sie nicht an, um sich auf ihre Familie zu konzentrieren.
Danach jedoch begann sie, sich nach einem aussichtsreicheren Parlamentssitz umzusehen. Bei der Wahl 1959 gelangte Thatcher durch einen knappen Sieg für den Wahlkreis Finchley im nördlichen Londoner Stadtbezirk Barnet ins Unterhaus. Ihre erste dortige Rede hielt sie am 5. Februar 1960. 1961 wurde Thatcher von Premierminister Harold Macmillan in die Position einer Parlamentarischen Staatssekretärin im Ministerium für Sozialversicherungen berufen, eine Beförderung, die vor allem in Macmillans Ziel begründet war, mindestens drei Frauen in verantwortlicher Position in seiner Regierung zu haben. In dieser Zeit unterstützte Thatcher Macmillans politischen Kurs und bezeichnete ihn auch 1979 noch als den Politiker des 20. Jahrhunderts, den sie am meisten bewundere.
In den 1960ern befürwortete sie die Legalisierung von Homosexualität und Abtreibung, war jedoch gegen die Abschaffung der Todesstrafe und äußerte Sympathien für Law-and-Order-Methoden. Sie unterstützte zudem die erfolglosen britischen Beitrittsgesuche zur Europäischen Wirtschaftsgemeinschaft.
Nachdem die Konservativen 1964 eine knappe Wahlniederlage erlitten hatten, wurde Thatcher in der Opposition zunächst mit dem gleichen Aufgabengebiet betraut, um von April 1966 an als Stellvertreterin für den Schattenkanzler Iain Macleod zu fungieren. Schließlich wurde Thatcher 1967 vom neuen Parteiführer Edward Heath auch in sein Schattenkabinett berufen. Eine sechswöchige Reise durch die USA im selben Jahr weckte Thatchers dauerhafte Begeisterung für das Land. Die USA wurden für Thatcher zum bewunderten Idealbild einer freien Gesellschaft und der freien Marktwirtschaft. Zudem begann sie, sich nun offen für marktliberale Ideen zu interessieren, wie sie vom Institute of Economic Affairs propagiert wurden; umgekehrt wurde sie von anderen Anhängern der Ökonomie des freien Marktes (wie Geoffrey Howe) bis in die 1970er Jahre noch nicht als „eine der ihren“ angesehen. Ihre eigene, nur schrittweise erfolgte Konvertierung hin zu den wirtschaftsfreundlichen Ideen des Neoliberalismus räumte Thatcher später selbst ein.
1970 wurde Thatcher Bildungsministerin im Kabinett von Edward Heath. In dieser Funktion schaffte sie unter anderem die Gratismilch an Grundschulen ab, was ihr mit dem Wortspiel Margret Thatcher - Milk Snatcher den Ruf der „Milchdiebin“ einbrachte. Im Jahr 1972 setzte sie sich mit großer Energie für den britischen Beitritt zur Europäischen Wirtschaftsgemeinschaft ein. Die Regierung Heath wurde neben den allgemeinen Auswirkungen der Ölkrise zusätzlich von einer Reihe schwerer Streiks erschüttert und war gezwungen, zeitweise eine Dreitagewoche einzuführen. Um Energie zu sparen, kam es zu Stromabschaltungen. In der Folge beschrieben mehrere Kommentatoren Großbritannien als den „kranken Mann Europas“. Premierminister Heath rief deshalb Wahlen mit dem Wahlkampfslogan „Wer regiert Britannien?“ aus, um sich bestätigen zu lassen. Bei der Unterhauswahl am 28. Februar 1974 erlitten Heaths Konservative jedoch eine Niederlage; es gab (zum ersten Mal seit 1929) ein hung parliament – keine Partei hatte die absolute Mehrheit erreicht. Die Labour Party bildete eine Minderheitsregierung unter Premierminister Harold Wilson und kam zu einem Kompromiss mit den Gewerkschaften. Für Oktober 1974 rief Wilson Neuwahlen aus, bei denen Labour eine knappe Mehrheit der Unterhaussitze erhielt.

### Oppositionsführerin
| Erste Runde 4. Februar 1975   |     |
| Margaret Thatcher             | 130 |
| Edward Heath                  | 119 |
| Hugh Fraser                   | 016 |
| Enthaltungen                  | 011 |
|                               |     |
| Zweite Runde 11. Februar 1975 |     |
| Margaret Thatcher             | 146 |
| William Whitelaw              | 079 |
| Geoffrey Howe                 | 019 |
| James Prior                   | 019 |
| John Peyton                   | 011 |
| Enthaltungen                  | 002 |

#### Kandidatur für die Parteiführung
Nach der erneuten Niederlage machte sich besonders innerhalb der Parlamentsfraktion der Konservativen Partei eine zunehmende Desillusion und Unzufriedenheit über ihren Parteiführer breit, der nunmehr drei von vier Unterhauswahlen verloren hatte. Heath zeigte sich zudem beratungsresistent und unfähig, eigene Fehler anzuerkennen. Der einflussreiche Vorsitzende des 1922-Komitees, Edward du Cann, forderte im Namen der konservativen Hinterbänkler Heath am 13. Oktober auf, sich einer innerparteilichen Neuwahl zu stellen. Nachdem Heath sich zunächst der Forderung widersetzt und eine Machtprobe mit den Abgeordneten des Komitees gesucht hatte, musste er sich im November schließlich jedoch beugen und einer Neuwahl zustimmen.
Ende November verkündete Thatcher ihre eigene Kandidatur, nachdem der führende Vertreter der Parteirechten, Keith Joseph, sich gegen eine eigene Kandidatur entschieden hatte. Obwohl sie in der Presse als talentierte Politikerin gelobt und ihre Kandidatur in der Sunday Times offen unterstützt wurde, galt sie als Außenseiterin. Am 4. Februar 1975 trat sie gegen Edward Heath als Parteiführer der Konservativen an und gewann zunächst die erste Runde einer Kampfabstimmung mit 130 zu 119 Stimmen gegen Heath, der daraufhin als Parteiführer zurücktrat. In der zweiten Runde am 11. Februar 1975 schlug sie unter anderem den als favorisiert geltenden William Whitelaw, der aus Loyalität zum Parteiführer Heath in der ersten Runde noch auf eine eigene Kandidatur verzichtet hatte. Thatcher konnte bei ihren als überraschend wahrgenommenen Erfolgen vor allem von den Stimmen des 1922-Komitees profitieren. Nach ihrem Sieg ernannte sie Whitelaw sofort zu ihrem Stellvertreter, der in den kommenden Jahren zu Thatchers loyalstem Unterstützer wurde. Der geschlagene Heath dagegen entwickelte sich zu einem unversöhnlichen persönlichen Gegner Thatchers, der, über die Jahre zunehmend isoliert, bei jeder Gelegenheit gegen Thatchers Politik opponierte.

#### Thatcher als Oppositionsführerin

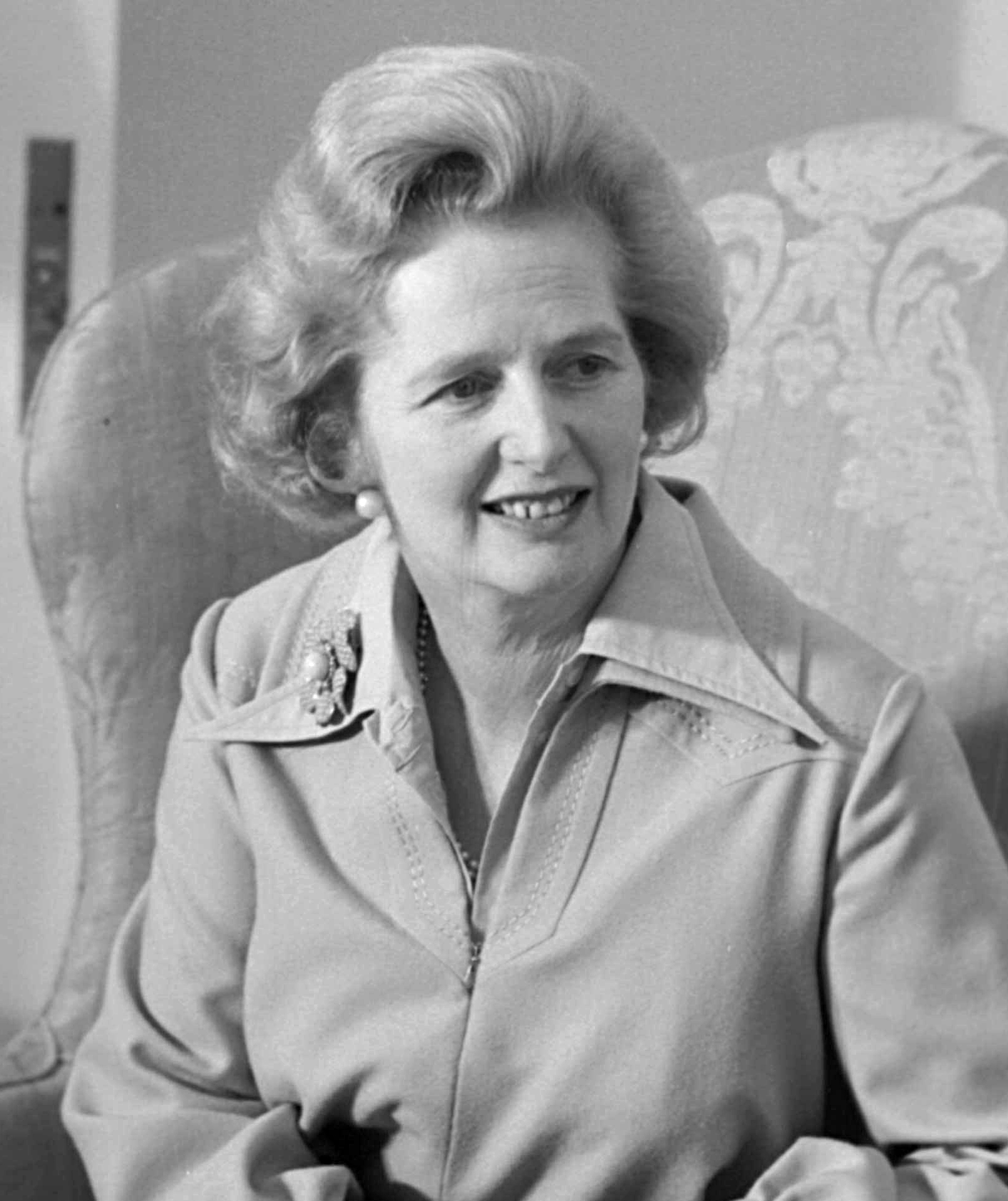
Margaret Thatcher als Oppositionsführerin 1975

Als Oppositionsführerin schmetterte Thatcher bald innerparteiliche Vorschläge ab, weiterhin für den sogenannten „middle way“, der vor allem von ihren konservativen Vorgängern Macmillan und Anthony Eden vertreten worden war, einzutreten und bewarb stattdessen innerparteilich die Ideen des Ökonomen Friedrich Hayek. Zudem scharte sie überzeugte Monetaristen um sich, die sich ebenfalls für ein Umdenken in der Wirtschaftspolitik starkmachten. Es gelang ihr jedoch nur graduell, diese auf prominente Posten zu befördern; ihr Schattenkabinett bestand weiterhin zu einem großen Teil aus traditionellen Tories, die eher mit ihrem Vorgänger Heath sympathisierten.
Durch die desolate wirtschaftliche Situation Großbritanniens in den späten 1970er-Jahren und insbesondere durch den Winter of Discontent verlor die Regierung von Labour-Premierminister James Callaghan immer weiter an Popularität; gleichzeitig war Thatcher zunehmend entschlossen, eine völlige Abkehr von der bisherigen Konsenspolitik des „middle ways“ zu betreiben, die sie verantwortlich machte für den stetigen britischen Niedergang. Die Sterlingkrise 1976 und die nachfolgende Inanspruchnahme eines Kredits des Internationalen Währungsfonds empfand sie als eine nationale Demütigung für Großbritannien. Dazu betonte sie viktorianische Werte und deklarierte die ökonomische Krise als Ausdruck einer grundlegenden geistigen Krise der Nation.
Bei ihren Reden imitierte sie oft ganz bewusst die Rhetorik Winston Churchills. Sie hielt, in Kontrast zu ihren Vorgängern, ein enges Verhältnis zu den Hinterbänklern der Partei, die zusätzlich von ihrer aggressiven und teils populistischen Rhetorik angetan waren. Der von ihr selbst geliebte Spitzname „Eiserne Lady“ (Iron Lady) stammt aus einem Kommentar von Radio Moskau im Jahre 1976, nachdem sie in der sogenannten Kensington-Ansprache die „bolschewistische Sowjetunion“ scharf attackiert und dem sowjetischen Politbüro vorgeworfen hatte, nach globaler militärischer Dominanz zu streben.

#### Der konservative Wahlkampf 1979
Anfang April 1979 löste Premierminister Callaghan das Parlament auf und setzte Neuwahlen für Mai 1979 an. Die Wahlkampagne der Konservativen gründete sich auf einem negativen sowie auf einem positiven Aspekt. Positiv herausgestrichen wurde die Freiheit des Individuums. Thatchers Wahlkampagne betonte neben dem Individuum die Notwendigkeit geringerer Staatsausgaben, einer Reduktion der Bürokratie und einer Senkung der Steuerabgaben. Negativ betont wurden dagegen die Fehler der Labour-Regierung, die unzumutbaren Zustände im streikgeplagten Winter of Discontent, das Scheitern des Labour-Versprechens, mit den Gewerkschaften zusammenzuarbeiten und die Notwendigkeit, grobe gewaltsame Verstöße von Streikposten gesetzlich zu unterbinden. Zum ersten Mal wurde die Werbeagentur Saatchi & Saatchi beauftragt, die unter dem Werbeslogan „Labour Isn't Working“ eine aggressive Poster-Kampagne gegen Labour führten und auf die steigenden Arbeitslosenzahlen anspielten. Die Kampagne galt als wegweisend und wurde bei späteren Wahlen kopiert. Das konservative Wahlmanifest wurde mit der Überschrift Time for a change (dt. Zeit für eine Veränderung) betitelt. Im Vorwort schrieb Thatcher, dass die kommende Wahl die möglicherweise letzte Gelegenheit sei, die ordentliche Balance zwischen dem Staat und dem einzelnen Individuum wieder herzustellen. Die konservative Kampagne konzentrierte sich wie bereits 1970 auf 80 Wahlkreise, in denen knappe Ergebnisse erwartet wurden. Als neue Zielgruppe wurde die Wählerschicht der qualifizierten Arbeiterklasse ausgemacht, die als Wechselwähler angesehen wurden und als empfänglich für Thatchers Ideen galten. Analysen hatten ergeben, dass diese Gruppe, deren Einkommen seit Jahren anstieg, über die hohe Besteuerung und die Fehler der Labour-Regierung ebenso unzufrieden waren wie beispielsweise die Gruppe der Spitzenverdiener. Diese Gruppen zeigten sich laut Umfragen mit einem teilweisen Rückbau des Wohlfahrtsstaates einverstanden.
Bei der Unterhauswahl vom 3. Mai 1979 erhielt die konservative Partei 43,9 Prozent der Wählerstimmen, verglichen mit einem Labour-Stimmenanteil von 36,9 Prozent und einem liberalen Anteil von 13,8 Prozent. Die Konservativen gewannen damit 51 Sitze hinzu und kamen auf 339 von 635 Sitzen. Labour kam auf 269, die Liberalen auf 11 Sitze. Der Umschwung zugunsten der Tories betrug 5,1 Prozent, der größte Stimmungsumschwung seit 1945.

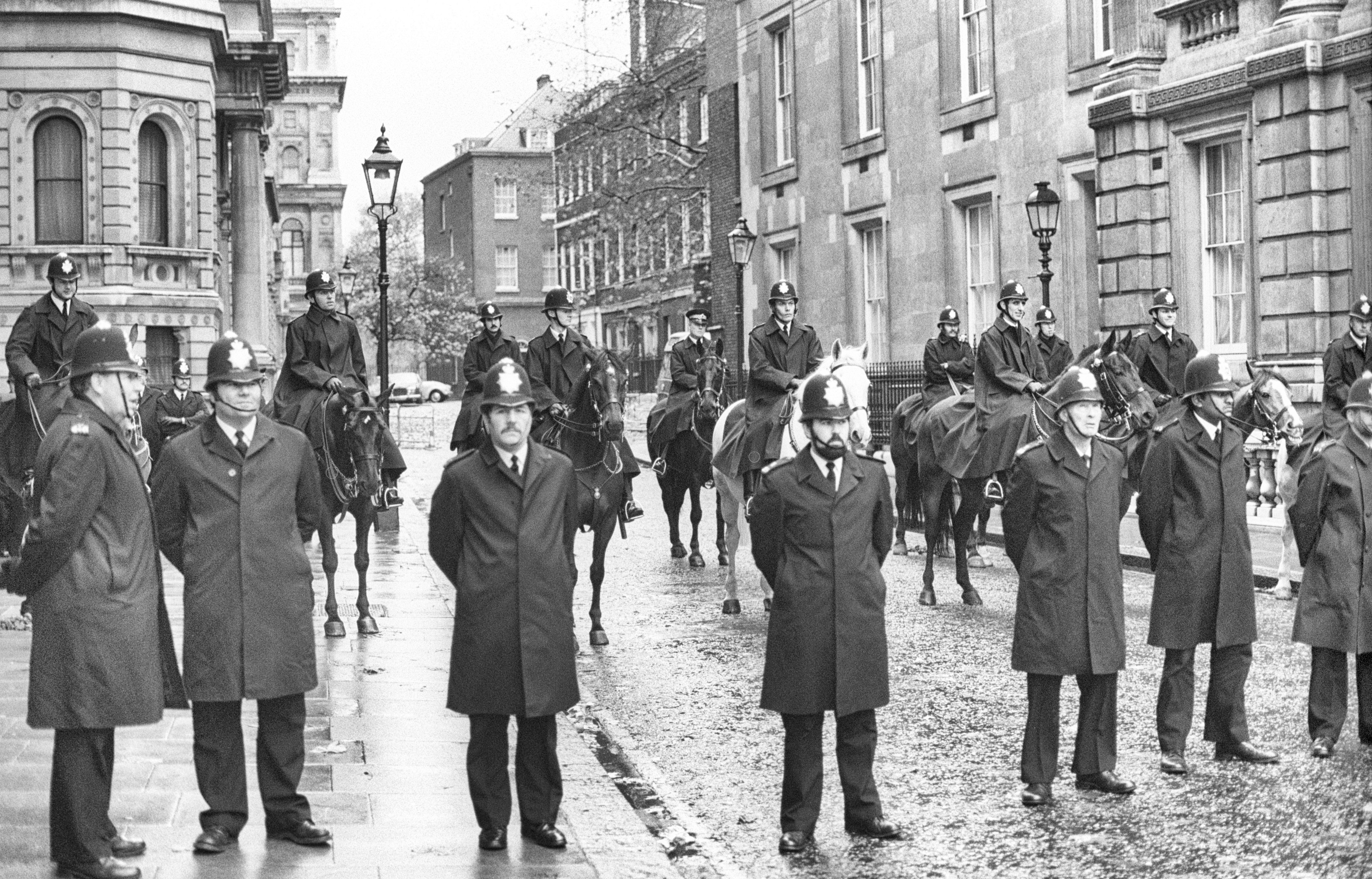
10 Downing Street, London, um 1979

### Regierungszeit
Am Tag nach der Wahl wurde Thatcher von Elisabeth II. im Buckingham Palace als Nachfolgerin Callaghans zur Premierministerin ernannt. Bei ihrem Eintreffen in der Downing Street zitierte sie vor der Presse das Gebet des heiligen Franziskus.

#### Innenpolitik

##### Innenpolitische Vorgänge in Thatchers erster Amtszeit

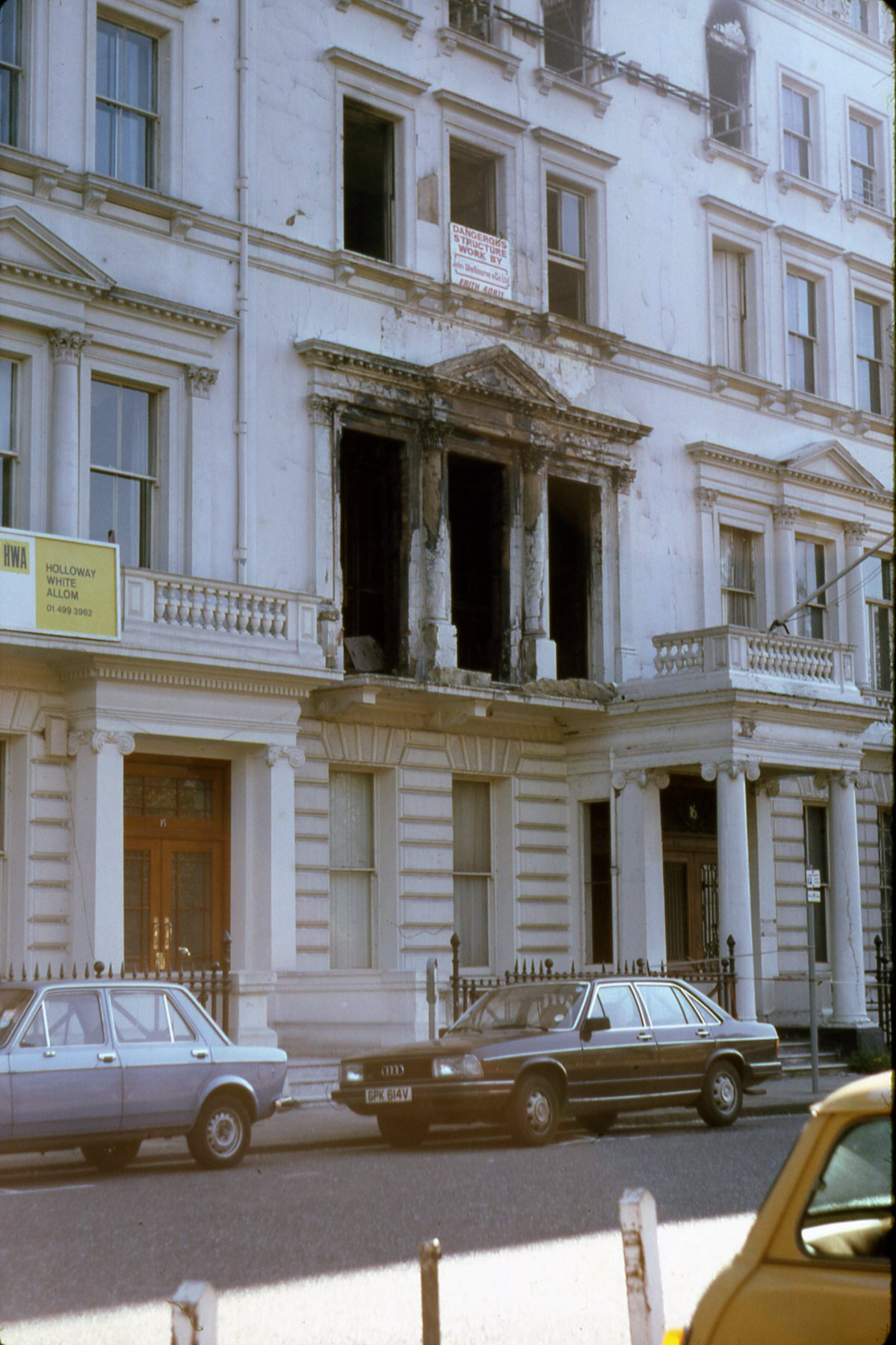
Feuerschäden in der iranischen Botschaft kurz nach der Geiselbefreiung

Von Anfang an war Thatcher fest entschlossen, ihre Regierung von denen ihrer Vorgänger abzusetzen. Aus machtpolitischer Rücksichtnahme bildete sie ihr erstes Kabinett – ebenso wie vorher ihr Schattenkabinett – nicht ausschließlich aus Getreuen, sondern auch aus vielen One-Nation-Konservativen und Anhängern Heaths. Unter Thatcher änderte sich der Stil der internen Kabinettsdiskussionen substantiell; weg vom erprobten Asquithschen Modell einer moderierenden Führung bevorzugte Thatcher es, die Diskussionen aggressiv von vorne zu führen und führte einen kämpferischen, teils rüden Umgangston ein.
Im weiter andauernden Nordirlandkonflikt setzte sie in weiten Teilen die Politik der vorherigen Regierungen fort und erklärte öffentlich, Nordirland sei und bleibe Teil Großbritanniens, solange eine Mehrheit der dortigen Bevölkerung dies wünsche. Die IRA dagegen führte im Sommer 1979 eine Reihe von blutigen Bombenanschlägen aus.
Im Mai 1980 beendete Thatcher erfolgreich die Geiselnahme in der iranischen Botschaft in London durch irakische Terroristen, indem sie Innenminister Whitelaw eine gewaltsame Befreiungsaktion durch den SAS erlaubte. Die Aktion, live von Fernsehkameras übertragen, brachte dem SAS ein großes mediales Echo und Thatcher erstmals eine Reputation für kühles, entschlossenes Handeln in einer Krisensituation. Auf dem Parteitag der Konservativen im Oktober 1980 adressierte Thatcher Zweifel innerhalb der Partei an ihrer eingeleiteten Wirtschaftspolitik und äußerte in einer ihrer bekanntesten Reden, andere könnten eine Kehrtwende vollziehen, sie selbst stehe nicht bereit für Kehrtwenden.

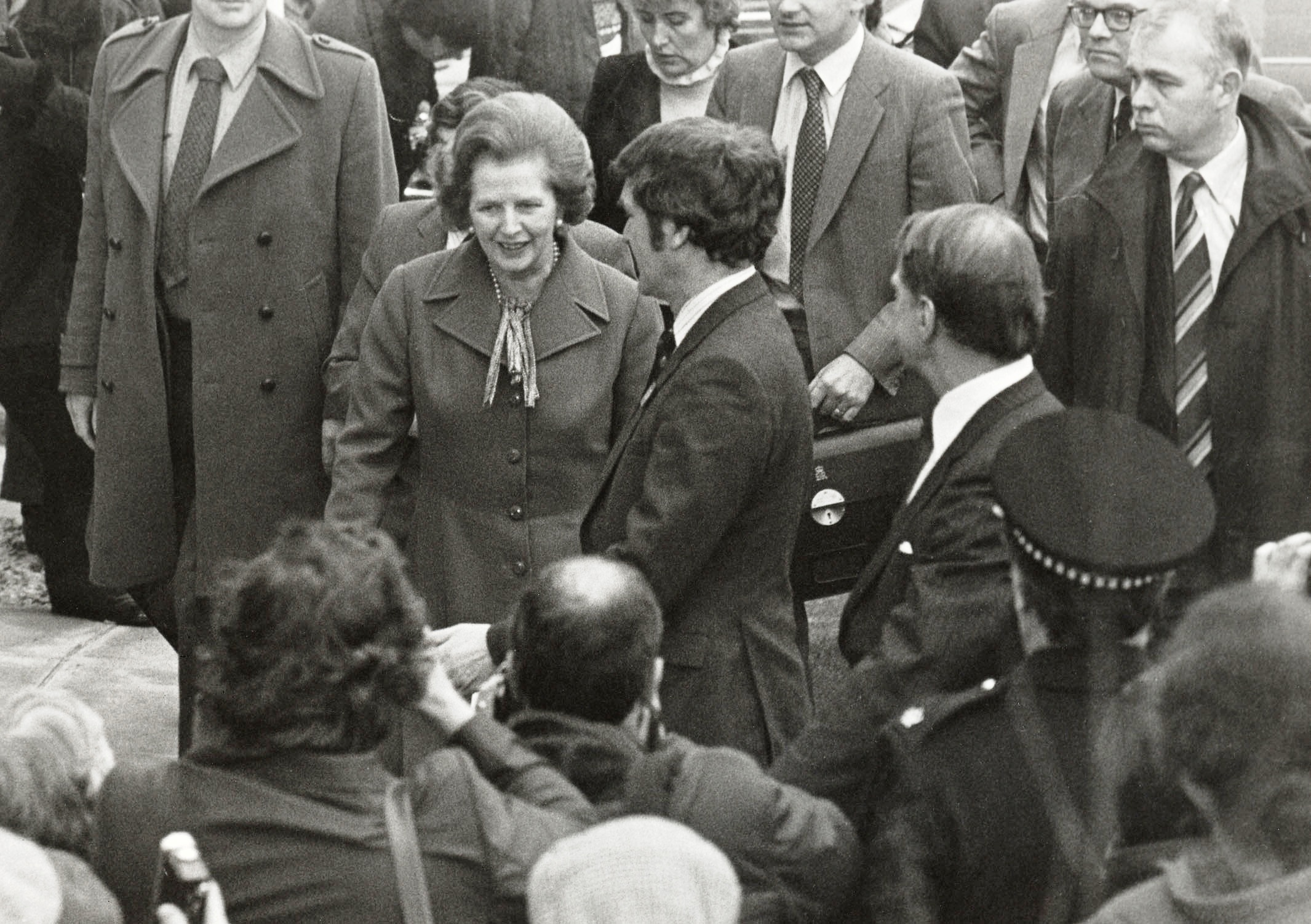
Thatcher besucht die Universität Salford (1982)

In mehreren Städten Englands kam es im Frühjahr 1981 zu Unruhen; die sogenannten England Riots 1981 zeigten deutliche Rassenspannungen und die Folgen des Niedergangs und der Vernachlässigung der „innercities“ (vor allem von ethnischen Minderheiten bewohnte innerstädtische Viertel), insbesondere in London, Birmingham, Leeds und Bristol. Thatcher verurteilte die Ausbrüche von Gewalt und die Plünderungen und betonte im Kabinett die Notwendigkeit, die Polizei mit neuer Ausrüstung aufzurüsten. Gleichzeitig lehnte sie es ab, mehr Gelder für die Förderung der innerstädtischen Viertel bereitzustellen und äußerte, mehr Geld könne weder Vertrauen noch Harmonie zwischen den Rassen erkaufen.
Im Sommer 1981 sah sich Thatcher im Kabinett einer Revolte gegenüber, nachdem die Beliebtheit der Regierung und auch die von Thatcher selbst laut Umfragen an einem Tiefpunkt angekommen war und ihr Schatzkanzler Geoffrey Howe trotz der herrschenden Rezession erneut ein inflationshemmendes Budget vorgelegt hatte. Die Loyalität ihres Stellvertreters William Whitelaw und des Außenministers Lord Carrington bewahrte sie jedoch vor einem Sturz. Als Gegenreaktion bildete Thatcher nach dem Ende der parlamentarischen Sommerpause ihr Kabinett um: sie entließ Christopher Soames, Ian Gilmour und Mark Carlisle und Arbeitsminister Jim Prior musste aus seinem Ressort auf den Posten des Ministers für Nordirland wechseln. Alle waren Anhänger des One-Nation-Konservatismus, der sozialpolitischen Richtung der Tories, und wurden von der Presse als „wets“ betitelt – im Gegensatz zu den „dries“ Nigel Lawson, Norman Tebbit und Cecil Parkinson, die Thatchers wirtschaftspolitische Ideale teilten und nun auf Kabinettsposten rückten.

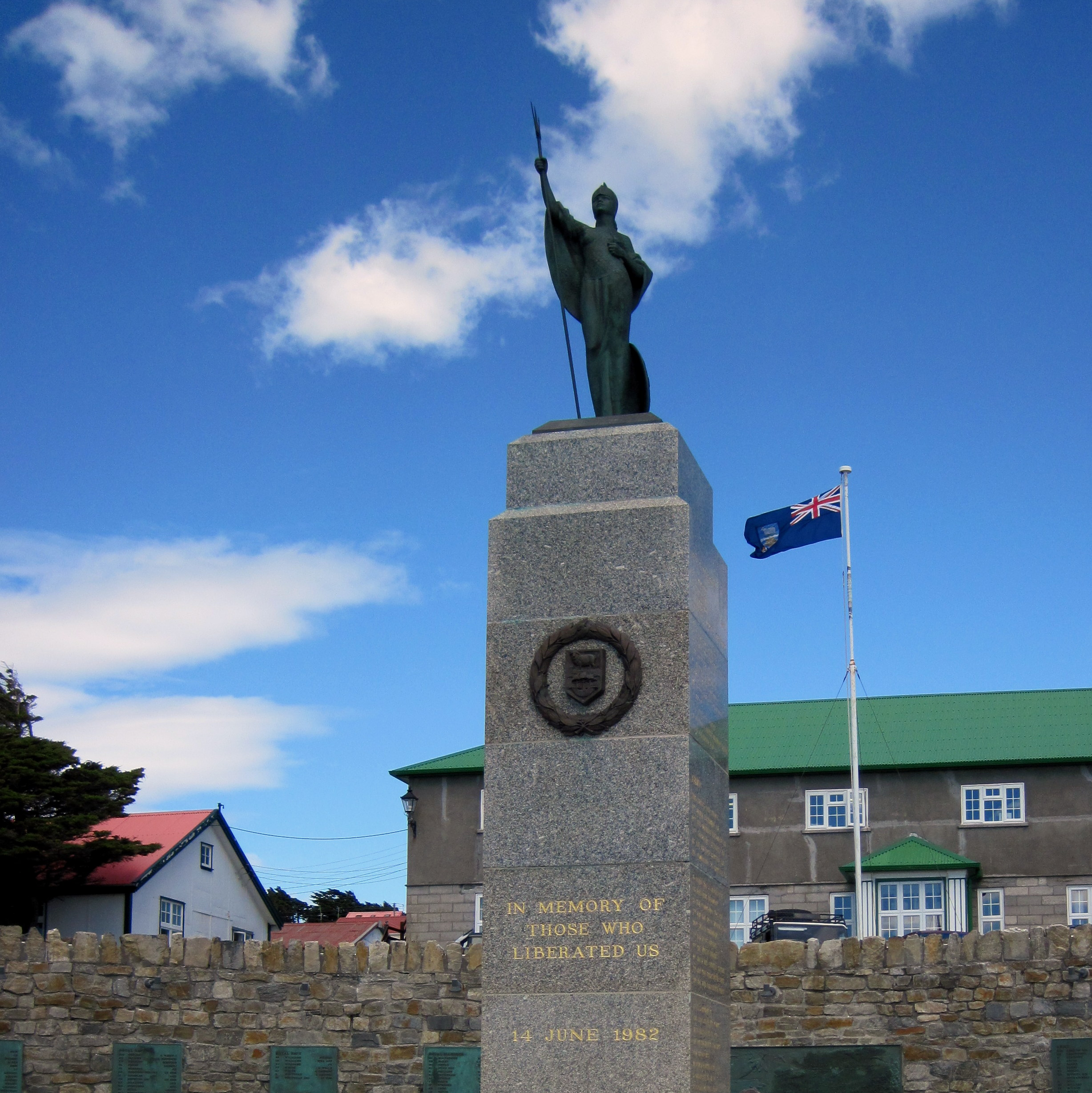
Denkmal für den Falklandkrieg am Thatcher Drive, Stanley (Falklandinseln)

Ab dem 3. Quartal 1981 zeigte die Wirtschaft deutliche Anzeichen einer Erholung, die Arbeitslosigkeit blieb allerdings auf einem Stand von 3 Millionen, eine ungekannte Höhe seit der Weltwirtschaftskrise der 1930er Jahre. Skeptiker hielten der Regierung Thatchers zudem entgegen, dass die wirtschaftliche Erholung regional gesehen auf den Süden Englands beschränkt blieb, während die alten Industriezentren im Norden Englands, in Süd-Wales und Schottland dauerhaft geschädigt blieben. Zudem hatten nur bestimmte Sektoren wie die Finanzbranche und der Dienstleistungssektor profitiert, der Industrielle Sektor hatte dagegen keinen Anteil an der wirtschaftlichen Erholung.
Der siegreiche Falklandkrieg 1982 gegen Argentinien brachte Thatcher, der noch ein Jahr zuvor kaum Chancen auf eine Wiederwahl eingeräumt worden waren, einen großen Popularitätsschub ein. Die Unterhauswahlen 1983 wurden der größte Erfolg der Conservative Party und gleichzeitig der einer Partei überhaupt seit den Wahlen von 1945. Die Tories profitierten dabei nicht nur vom radikal sozialistischen Kurs des Labour-Führers Michael Foot, der sich für eine unilaterale Abrüstung, für die Abschaffung des House of Lords, erhebliche Steuererhöhungen und weitere Verstaatlichungen großer Banken und Wirtschaftsbetriebe aussprach. Auch die neu gegründete Social Democratic Party, die in einer Allianz mit der Liberal Party 15 % der Stimmen errang, zersplitterte die Stimmen der Linken.

##### Innenpolitik in der zweiten Amtszeit: Die Westland-Affäre
Nach ihrem Erfolg beförderte sie viele ihrer engsten Anhänger. So avancierten Nicholas Ridley, Cecil Parkinson und Leon Brittan zu Kabinettsmitgliedern. Nigel Lawson, der als einer der wenigen Thatcher intern regelmäßig widersprach, wurde Schatzkanzler und blieb bis zu seinem Rücktritt ein Schlüsselmitglied in ihrem Kabinett. Die letzten prominenten „wets“ – Jim Prior und Francis Pym – wurden dagegen bis 1984 aus dem Kabinett entfernt.

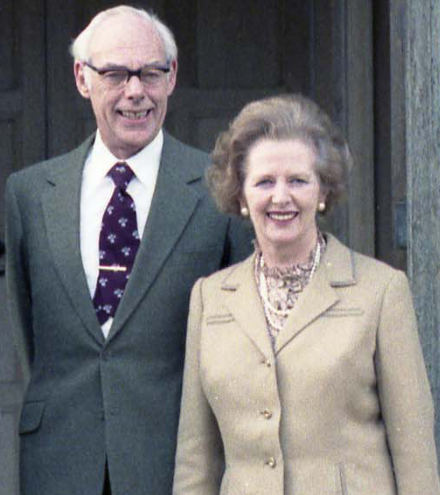
Margaret und Denis Thatcher (1984)

Am 12. Oktober 1984 verübte die IRA während des Parteitags der Konservativen in Brighton einen Bombenanschlag auf das Grand Hotel mit dem Ziel, Thatcher zu töten. Fünf Personen starben; Handels- und Industrieminister Norman Tebbit wurde verletzt, seine Frau erlitt eine Querschnittslähmung. Thatcher und ihr Mann blieben unverletzt. Sie hielt am nächsten Tag äußerlich unbeeindruckt die vorgesehene Rede, was zu ihrem harten Image beitrug und ihr Bewunderung einbrachte.
Im folgenden Jahr unterzeichneten Thatcher und der irische Ministerpräsident Garret FitzGerald in Hillsborough Castle eine Vereinbarung (Anglo-Irisches Abkommen), die erstmals der Irischen Regierung eine beratende Rolle im Nordirlandkonflikt einräumte und gleichzeitig bestätigte, dass der verfassungsrechtliche Status Nordirlands nicht ohne den Willen der nordirischen Bevölkerungsmehrheit verändert werden würde.
Im Februar 1985 verweigerte ihr die University of Oxford die Ehrendoktorwürde (mit der normalerweise jeder Premierminister ausgezeichnet wird) aus Protest gegen Kürzungen im Bildungsetat.
Thatchers autoritärer und abschätziger Umgang mit ihren Kabinettskollegen zeigte sich auch in der Westland-Affäre. Beim Streit um die Rettung des einzigen britischen Hubschrauberherstellers Westland Helicopters kam es zum Rücktritt von Verteidigungsminister Michael Heseltine, der danach öffentlich von einem Zusammenbruch der gemeinschaftlichen Kabinettsverantwortung sprach. Heseltine hatte eine Kooperation mit einem europäischen Konsortium unter Führung der italienischen Agusta vorangetrieben, während das (darin von Thatcher und Teilen des Kabinetts unterstützte) Management sich mit der amerikanischen Sikorsky Aircraft Corporation zusammentun wollte. Zurücktreten musste auch Thatchers Gefolgsmann Leon Brittan vom Posten des Industrieministers, nachdem bekannt geworden war, dass er ein kritisches offizielles Dossier, welches Heseltines Position unterminieren sollte, der Presse zugespielt hatte. Die Westland-Affäre fügte Thatcher schweren politischen Schaden zu, die zum ersten Mal seit 1982 politisch angreifbar geworden war und eine kritische Unterhausdebatte überstehen musste. Zudem attackierten die Medien Thatchers autoritären Regierungsstil, der in hartem Gegensatz zum Idealbild der kollektiven Verantwortung früherer Kabinette stand. Auch das von ihrem inneren Kreis regelmäßig praktizierte Durchstechen von Informationen um politische Gegner zu unterminieren, wurde zum Gegenstand kritischer Presseartikel. Während Brittans politische Karriere praktisch endete, zog sich der ambitionierte und flamboyante Heseltine auf die Hinterbänke zurück und wurde zum Herausforderer in Wartestellung.
Im April 1986 erlebte Thatchers Regierung ihre einzige Abstimmungsniederlage im Unterhaus, als sie per eingebrachtem Gesetz Einzelhändlern verkaufsoffene Sonntage erlauben wollte. Nicht nur die Opposition stimmte gegen das Gesetz, auch 72 christlich-konservative Hinterbänkler ihrer eigenen Partei brachten mit ihrem Votum das Gesetz zu Fall.
Bei der Unterhauswahl vom 11. Juni 1987 verteidigten die Konservativen erneut ihre komfortable Mehrheit und verloren nur einige Sitze. Als Ergebnis von Thatchers Reformen kam es auch bei den Unterhauswahlen zu einer zunehmenden Polarisierung; während die Tories im wohlhabenden Südosten Englands weitere Sitze hinzugewinnen konnten, mussten sie im strukturschwachen Norden Englands starke Verluste hinnehmen und verloren sogar die Hälfte ihrer Sitze in Schottland. Norman Tebbit, lange als möglicher Nachfolger Thatchers gehandelt, schied nach der Unterhauswahl aus privaten Gründen aus dem Kabinett aus.

##### Thatchers Innenpolitik in der dritten Amtszeit
In Thatchers dritter Amtszeit kam es zu einem beschleunigten Prozess der Privatisierung und viele größere Unternehmen wurden zugunsten einer niedrigeren Staatsquote privatisiert. In einem Interview mit dem Magazin Woman’s Own im September 1987 prägte sie den Satz: „So etwas wie eine Gesellschaft gibt es nicht.“ Der Satz sorgte sofort weithin für Empörung; Thatcher wiederholte ihn, leicht abgewandelt, jedoch 1988 und appellierte erneut an die Eigenverantwortung der Menschen, anstatt Gesellschaft und Regierung die Schuld zu geben. Bereits 1985 hatte sie geäußert: „Die Gesellschaft, das ist niemand. Du bist selbst für dich verantwortlich.“
Im Januar 1988 trat ihr Stellvertreter William Whitelaw aus Altersgründen zurück. Ihre Popularitätskurve begann zu sinken, als sie 1989 eine als ungerecht empfundene personenbezogene Steuer einführte, die community charge, besser bekannt als poll tax („Kopfsteuer“). Dies führte zu heftiger Kritik und zu teils gewalttätigen Demonstrationen sogar in ausgesprochen konservativ geprägten Landesteilen. Besonders stark waren die Proteste zunächst in Schottland, wo die poll tax bereits 1988 probeweise eingeführt worden war. Die poll tax wurde weithin als unfair empfunden, da sie ärmere Menschen weit härter traf als reiche. Robert Blake benennt in seiner Geschichte der Konservativen Partei Thatchers Zustimmung zur poll tax als ihren größten politischen Fehler, der zu ihrem Sturz maßgeblich mit beitrug.
In ihrer dritten Amtszeit verlor Thatcher mehr und mehr den Kontakt zu den Hinterbänklern ihrer Partei und zeigte sich immer weniger bereit, auf deren Anliegen einzugehen. Ihre zunehmend europafeindliche Rhetorik entfremdete sie auch von Geoffrey Howe und Nigel Lawson, den verbliebenen beiden Schlüsselmitgliedern in ihrem Kabinett. Beide wollten einen britischen Beitritt zum Europäischen Währungssystem (EWS) erzwingen. Thatcher lehnte, darin von ihrem Wirtschaftsberater Sir Alan Walters bestärkt, einen Beitritt Großbritanniens zum Europäischen Währungssystem strikt ab. Im Juli 1989 nahm sie deshalb eine weitere Kabinettsumbildung vor und berief John Major zum Außenminister anstelle von Geoffrey Howe, den sie stattdessen zum Leader of the House of Commons und Lord President of the Council machte.
Walters und Finanzminister Nigel Lawson stritten sich im Jahresverlauf 1989 weiter über den britischen Beitritt zum EWS; Lawson forderte Thatcher schließlich unter Androhung seines Rücktritts auf, Walters zu entlassen. Thatcher, die sich zunehmend auf ihre eigenen Berater stützte, weigerte sich Walters zu entlassen und Lawson reichte seinen Rücktritt ein. Auch Walters, dessen Position unhaltbar geworden war, demissionierte wenige Tage später. Thatcher sah sich erneut gezwungen, ihr Kabinett umzubilden und schob Major nun ins Schatzamt, während Douglas Hurd Außenminister wurde. Am 7. Oktober 1990 schloss Großbritannien sich dem EWS an und führte damit für das Britische Pfund einen engen Wechselkurskorridor (± 2,25 Prozent) zu den übrigen EWS-Mitgliedswährungen ein.
Dies erwies sich knapp zwei Jahre später als ein Fehler: Nach dem Schwarzen Mittwoch war Großbritannien gezwungen, aus dem EWS wieder auszutreten und das Britische Pfund verlor mehr als 25 % an Wert gegenüber dem amerikanischen Dollar.

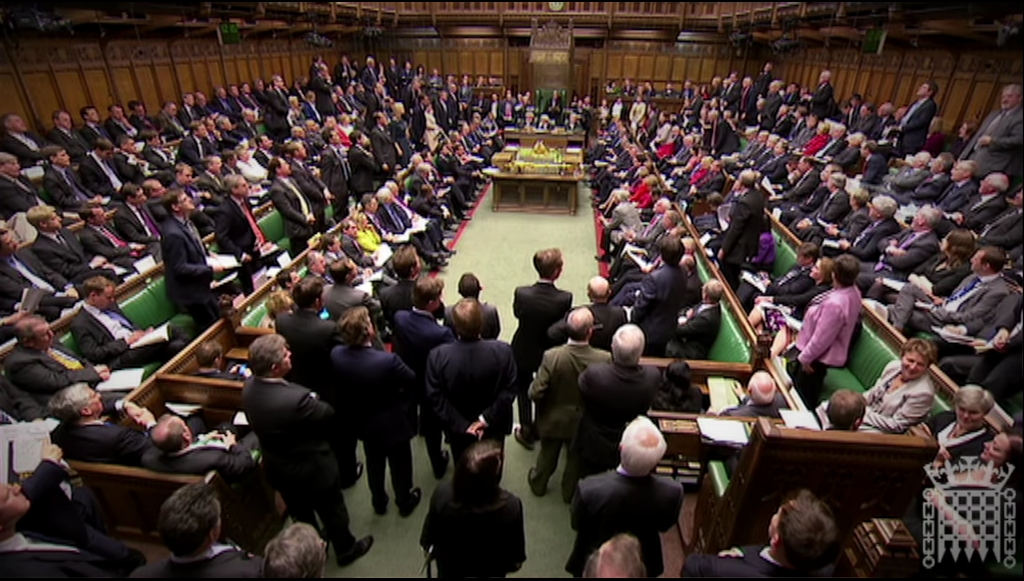
Prime Minister’s Questions im britischen Unterhaus

Im Juli 1990 sah sich auch der Thatcher-Loyalist Nicholas Ridley gegen den erfolglosen Widerstand Thatchers von den Hinterbänklern des 1922-Komitees zum Rücktritt gezwungen, nachdem er dem Spectator ein kontroverses Interview gegeben hatte, in dem er die Europäische Wirtschafts- und Währungsunion als eine Masche Deutschlands bezeichnete, um die Herrschaft über Europa zu erringen. Nach der Sitzung des Europäischen Rates in Rom und Thatchers Ankündigung im Unterhaus, dass Großbritannien niemals der Europäischen Währungseinheit ECU beitreten werde, trat Howe am 1. November 1990 von seinen Ämtern zurück. Thatcher sah sich gezwungen, zum sechsten Mal binnen fünfzehn Monaten eine Kabinettsumbildung vorzunehmen. Am 13. November gab der zurückgetretene Geoffrey Howe bei einer Fragestunde im Unterhaus als Hauptgrund für seinen Rücktritt Thatchers europapolitischen Kurs an und forderte seine Parteikollegen auf, nunmehr „ihre eigene Antwort für den tragischen Loyalitätskonflikt zu suchen, mit dem ich vielleicht zu lange gerungen habe.“
Wenige Tage später wurde Thatcher als Parteiführerin der Tories von Michael Heseltine herausgefordert. Viele konservative Abgeordnete befürchteten, mit Thatcher an der Spitze die nächste Unterhauswahl (April 1992) zu verlieren. Besonders die Kopfsteuer hatte sie bei vielen Wählern unbeliebt gemacht; ihre Beliebtheitswerte waren kontinuierlich hinter ihrer eigenen Partei zurückgeblieben. Daneben wurden die Steuersenkungen im Staatshaushalt 1988 kritisiert. Ihre Kampagne wurde nach übereinstimmenden Meinungen schlecht geführt; Thatcher selbst lehnte es als amtierende Premierministerin auch ab, für sich zu werben, da sie der Ansicht war, dass ihre Bilanz als Regierungschefin für sich spräche.
Als Thatcher im ersten Wahlgang in Abwesenheit (sie nahm am 19. November 1990 am KSZE-Gipfel in Paris teil) das notwendige Quorum (mindestens 15 Prozent mehr als Heseltine) zur Bestätigung in der Parteiführung knapp verfehlte, erklärte sie zunächst, weiterkämpfen zu wollen und zeigte sich überzeugt, im zweiten Wahlgang zu gewinnen. Eine Befragung aller Kabinettsmitglieder in Einzelgesprächen ergab jedoch eine mangelnde Unterstützung innerhalb des Kabinetts. Am 22. November 1990 erklärte sie ihren Rücktritt. Thatchers Amtszeit von elf Jahren und 209 Tagen als Premierministerin war die längste seit Lord Salisbury und die längste in einem Zug seit Lord Liverpool.
Fest entschlossen, Heseltine als ihren Nachfolger zu verhindern, setzte sie sich für den als Kompromisskandidat auftretenden John Major ein. Major setzte sich mit 185 Stimmen gegen Heseltine (131 Stimmen) und Douglas Hurd (56 Stimmen) durch und trat Thatchers Nachfolge als Parteiführer der Tories und Premierminister Großbritanniens an. Mit ihrem plötzlichen Sturz konnte sich Thatcher zeitlebens nicht abfinden; verbittert betrachtete sie ihren Sturz rückblickend als einen Verrat ihrer Kabinettskollegen.

#### Wirtschaftspolitik

##### Implementierung der Wirtschaftsreformen

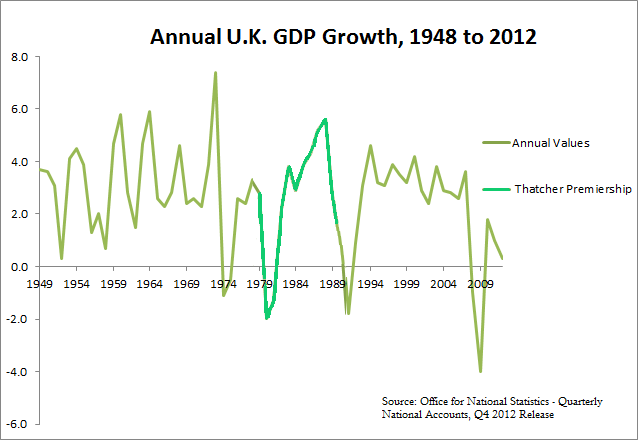
Jährliches Wirtschaftswachstum Großbritanniens, die Thatcher-Jahre sind farblich hervorgehoben

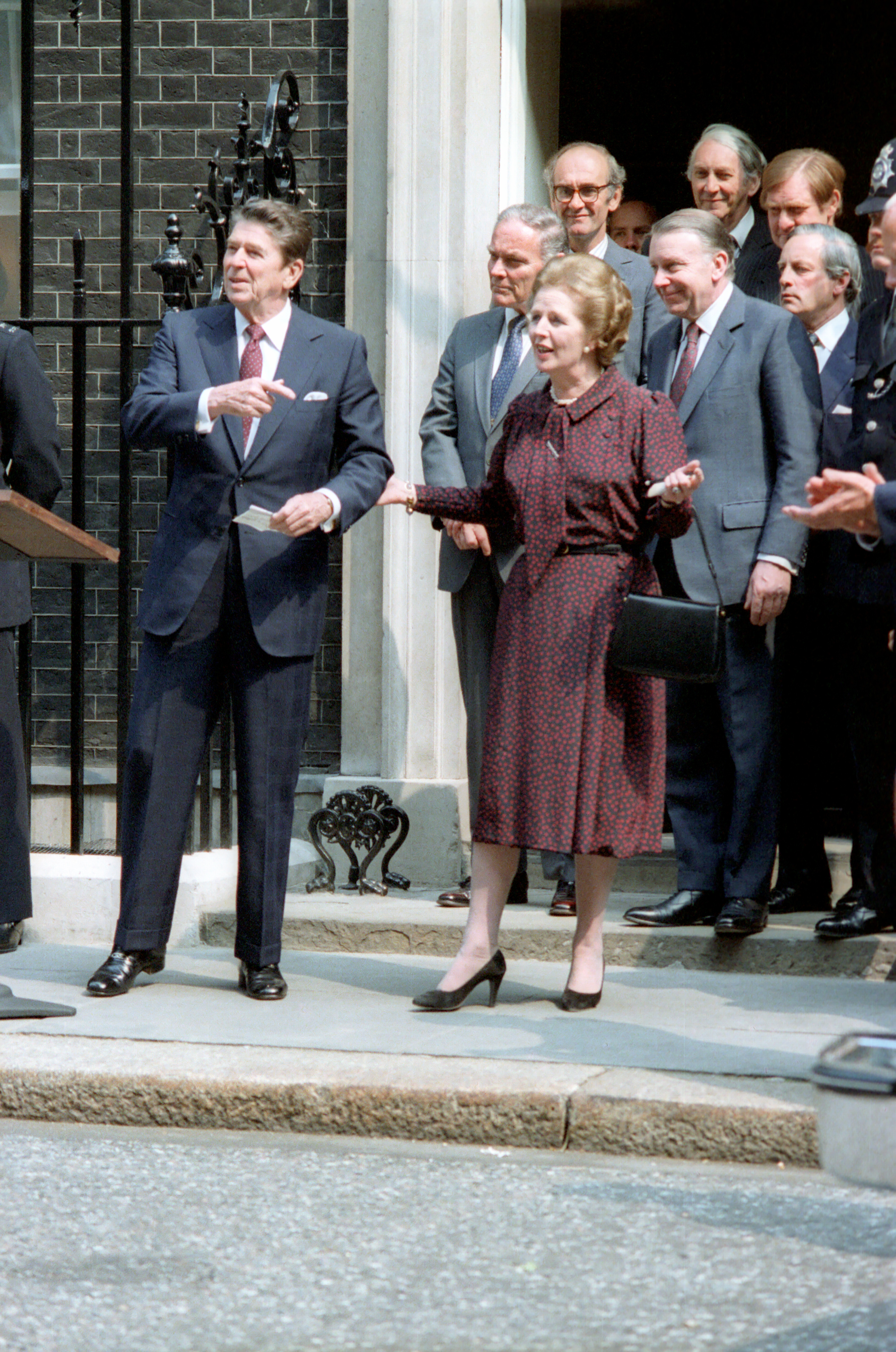
Thatcher und US-Präsident Ronald Reagan (1982)

Die von Thatcher vertretene Wirtschaftspolitik (Thatcherismus), unterstrichen durch die von ihr immer wieder verwendete Formulierung there is no alternative, hatte im Hinblick auf Inflationsbekämpfung und Deregulierung zahlreiche Gemeinsamkeiten mit der von Ronald Reagan (Reaganomics) in den USA, unterschied sich aber auch in mancher Hinsicht. Weder erhöhte sie wie Reagan exzessiv die Staatsausgaben noch senkte sie zumindest bis 1987 die Steuern wesentlich.
Vor Thatchers Amtsantritt war Anfang 1977 der britische Schatzkanzler Denis Healey gezwungen gewesen, zur Vermeidung eines finanziellen Ruins seines Landes harte wirtschaftspolitische Einschränkungen anzukündigen. Die darauffolgenden Streiks wie eine parteiinterne Kontroverse legten im Winter of Discontent Land wie Regierung über Monate lahm und führten mit zum Wahlsieg Thatchers.
In Thatchers erster Legislaturperiode stand dennoch die Inflationsbekämpfung im Vordergrund (Monetarismus). Thatcher sah sich in den ersten Jahren einer andauernden Rezession gegenüber, die von stark ansteigenden Arbeitslosenzahlen und von hoher Inflation geprägt war. Thatcher und ihr Schatzkanzler Geoffrey Howe senkten direkte Steuern wie die Einkommensteuer ab, erhöhten indirekte Steuern und nahmen Zinserhöhungen vor, um die Inflation zu bekämpfen. Howe senkte in seinem ersten Budget die Standardhöhe der Einkommensteuer von 33 auf 30 Prozent und den Spitzensatz von 83 auf 60 Prozent herab. Die öffentlichen Ausgaben wurden um insgesamt 3 Prozent verringert. Besonders betroffen von den Kürzungen waren der Bildungsetat und der Wohnungsbau.
In ihrer zweiten Legislaturperiode ging es der Regierung vor allem darum, den Einfluss des Staates und der Gewerkschaften auf die Wirtschaft zurückzudrängen. Entgegen der britischen Tradition, dass die Regierung und die Verwaltung vor Entscheidungen die Gewerkschaften zu konsultieren pflegten, wenn diese sich auf die Arbeitswelt und die Beschäftigten auswirkten, ließ Thatcher die Gewerkschaften von allen Beratungen ausschließen.
Mit der Privatisierung vieler Staatsunternehmen (etwa der British Telecom, British Petroleum (BP), British Airways) und lokaler Versorgungsunternehmen (Trinkwasserversorgung, Elektrizitätsunternehmen) fand die seit Ende des Zweiten Weltkriegs bestehende Mischwirtschaft ein Ende. Der Einfluss des Staates und die Staatsquote wurden deutlich reduziert. Am Ende der Ära Thatcher waren 40 Firmen mit insgesamt 600.000 Angestellten privatisiert worden. Zudem wurde in großem Umfang Wohnraum privatisiert; war Großbritannien 1979 noch der größte Grundbesitzer Westeuropas gewesen, wurden in den 1980ern mehr als eine Million Sozialwohnungen (oft zu reduzierten Preisen an die Bewohner) verkauft. Als Resultat stieg die Eigennutzung von Immobilien binnen 10 Jahren von 55 Prozent auf 67 Prozent, während das Schatzamt einen Reinerlös von 28 Milliarden Pfund erzielte. Durch die erzielten Erlöse aus Privatisierungen von Firmen und Wohnraum war die Regierung Thatcher in der Lage, die Staatsschulden um 12,5 % zu verringern. Betrug die Staatsverschuldung Großbritanniens 1980 noch 54,1 % des Bruttoinlandsprodukts, so sank diese bis 1990 auf 34,7 %.

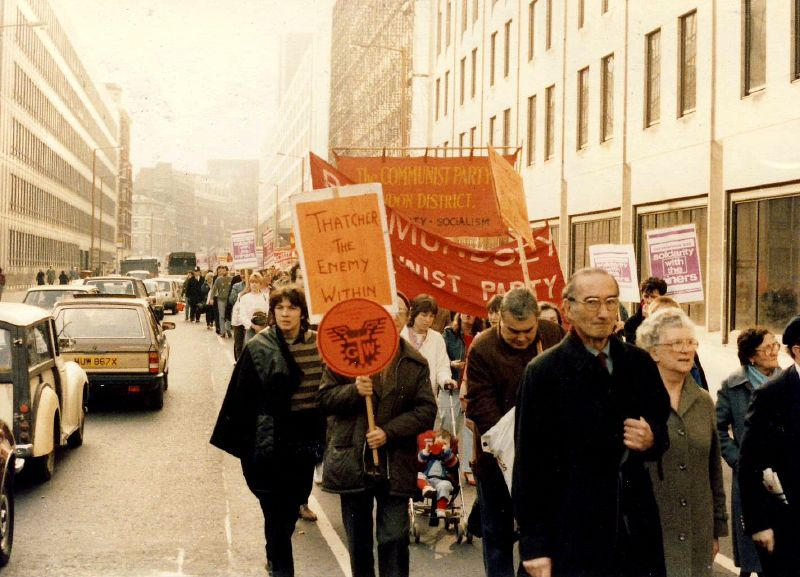
Demonstration in London während des Bergarbeiterstreiks von 1984

##### Bergarbeiterstreik und Deregulierung

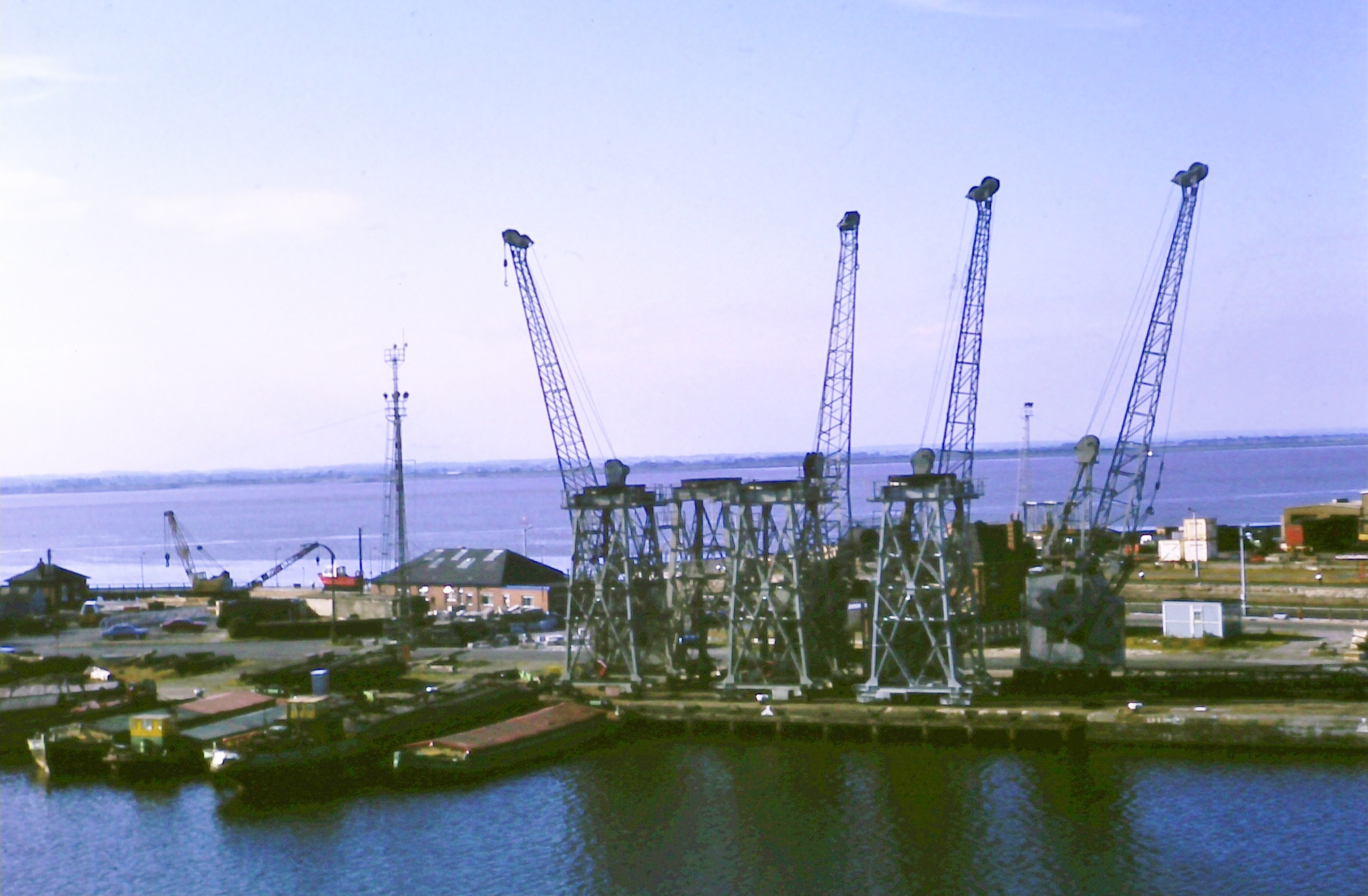
Stillliegende Docks in Hull während des Streiks 1984

Zur lang erwarteten Kraftprobe zwischen Regierung und Gewerkschaften geriet 1984/85 der Streik der britischen Bergarbeiter, der ein Jahr lang dauerte. Da der radikalsozialistische Gewerkschaftsführer Arthur Scargill sich innerhalb der Gewerkschaft National Union of Mineworkers (NUM) in früheren Jahren nie mit seinen Streikforderungen hatte durchsetzen können, initiierte er stattdessen lokale Streiks in den Regionen mit höherem Organisationsgrad und Streikbereitschaft, wie Yorkshire und Schottland, wo er auf viele Unterstützer zählen konnte. Die Bergarbeiter in Nottinghamshire und Süd-Wales beteiligten sich dagegen nicht am Streik. Ebenso stellten sich andere Gewerkschaften wie die der Dock- und Stahlarbeiter gegen Scargill. Scargill setzte durch, dass Streikgelder nur an Bergarbeiter ausgezahlt würden, die sich – erfolglos – an gewaltsamen Ausschreitungen gegen arbeitswillige Bergarbeiter beteiligten, was den Streikenden weitere Sympathien im Land entzog.
Thatchers Regierung profitierte im Streikverlauf einerseits von der bereits lange zuvor betriebenen Kohle-Vorratsbildung. Zum anderen zeigten sich nun auch die Auswirkungen der britischen Nordseeöl-Förderung, welche die Abhängigkeit von der Kohleförderung weiter gemindert hatte. Die Streikenden hatten bald ihre Streikkasse aufgebraucht und konnten dann keine Streikgelder mehr erhalten. In der Folge kehrten die meisten zu ihrer Arbeit zurück. Am 3. März 1985 stimmte eine Delegiertenkonferenz der NUM schließlich für das Ende des Arbeitskampfes. Durch den Erfolg Thatchers und die Privatisierung vieler Unternehmen sowie die Zerstrittenheit der Gewerkschaften sank deren Einfluss dauerhaft. Der Weg für weitere Reformen war nun frei, wie die Abschaffung des Closed Shop (gesetzlich vorgeschriebene Pflichtmitgliedschaft in Gewerkschaften für Arbeiter zahlreicher Unternehmen) und das Verbot der sogenannten flying pickets (Streikposten, die nicht dem bestreikten Betrieb angehören). In den folgenden Jahren nahmen die Mitgliederzahlen der Gewerkschaften erheblich ab. Thatchers teils konfrontative Rhetorik – so bezeichnete sie im Juli 1984 die Bergarbeiter als „den Feind im Inneren“ – sorgte jedoch für heftigen Widerspruch auch innerhalb des eigenen Lagers und einem zwischenzeitlichen Abfall ihrer Popularität in der Bevölkerung.

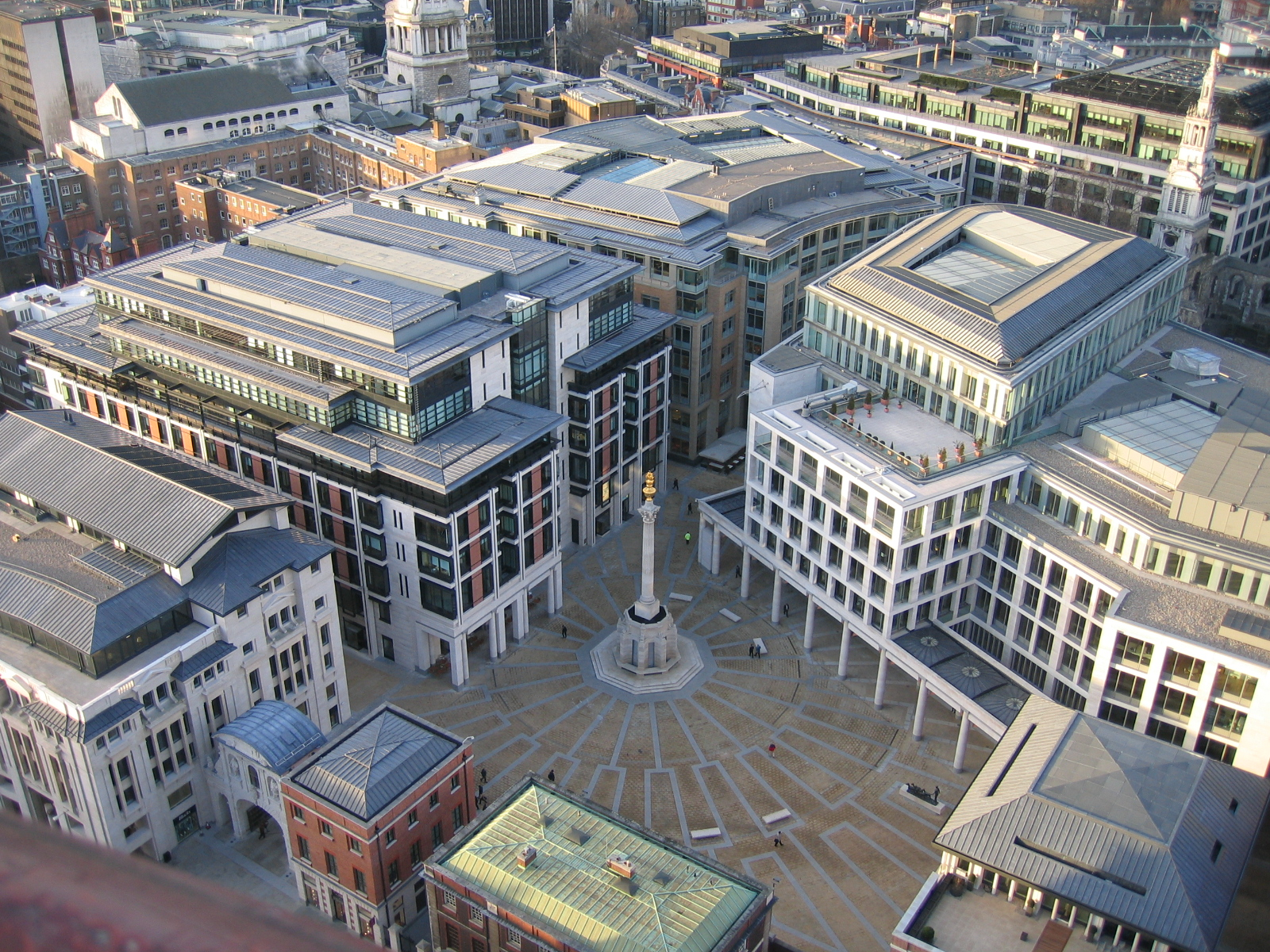
Die London Stock Exchange am Paternoster Square

Am 27. Oktober 1986 wurde im Financial Services Act 1986 der Londoner Finanzmarkt dereguliert, der Unterschied zwischen Market-Makern und Börsenmaklern aufgehoben, der Ausschluss von Ausländern von der Stock-Exchange-Mitgliedschaft aufgehoben und die Mitgliedschaft von Unternehmen erlaubt. Nachfolgend als Big-Bang-Event bekanntgeworden, führte das Gesetz zu einem allgemeinen Boom der britischen Finanzindustrie, stärkte den zwischenzeitlich hinter den New Yorker Finanzmarkt deutlich zurückgefallenen Londoner Finanzmarkt erheblich und machte ihn erneut zum bedeutendsten Finanzplatz der Welt.
Ausdrücklich ausgenommen von tiefgreifenden Reformen, die den Nachkriegskonsensus in Frage gestellt bzw. abgewickelt hätten, blieb dagegen der National Health Service (NHS), zu dem Thatcher 1982 nachdrücklich erklärte: „Der NHS ist in unseren Händen sicher.“ Thatcher lehnte jede tiefgreifende Reformierung des NHS in Richtung einer Privatisierung unter dem Hinweis ab, es gebe dafür keine Anhängerschaft. In Wahlkampfauftritten 1987 führte sie regelmäßig an, dass ihre Regierung 1986 mit 15 Milliarden Pfund fast doppelt so viel Geld für den Gesundheitssektor ausgegeben habe wie die letzte Labourregierung mit nur 8 Milliarden Pfund.
Im Jahr 1988 nahm Schatzkanzler Lawson eine abschließende Rationalisierung der Steuerstruktur vor, indem er nun eine aus zwei Steuersätzen bestehende Einkommensteuer (25 % Standardrate und 40 % Toprate) einführte. Direkte Steuern wurden von Lawson systematisch abgesenkt, als Anreiz für unternehmerisches Handeln. Dagegen wurden indirekte Steuern wie die Mehrwertsteuer weiter angehoben. Familienbeihilfen, Wohngeld und Arbeitslosenunterstützung wurden gekürzt. Dies verstärkte den Trend zu einer größeren Ungleichheit in der Gesellschaft.

#### Außenpolitik

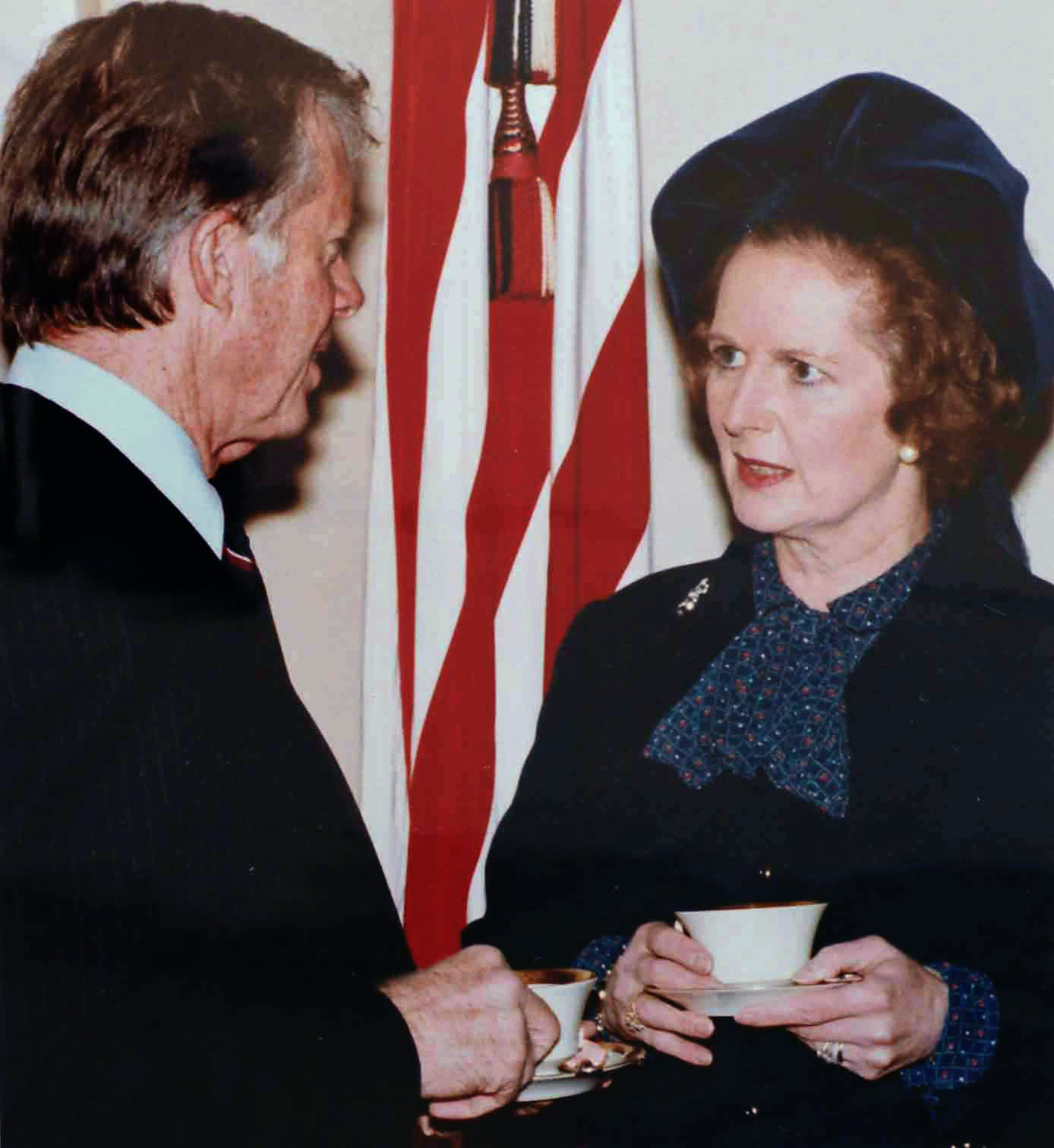
Thatcher mit US-Präsident Jimmy Carter im Dezember 1979

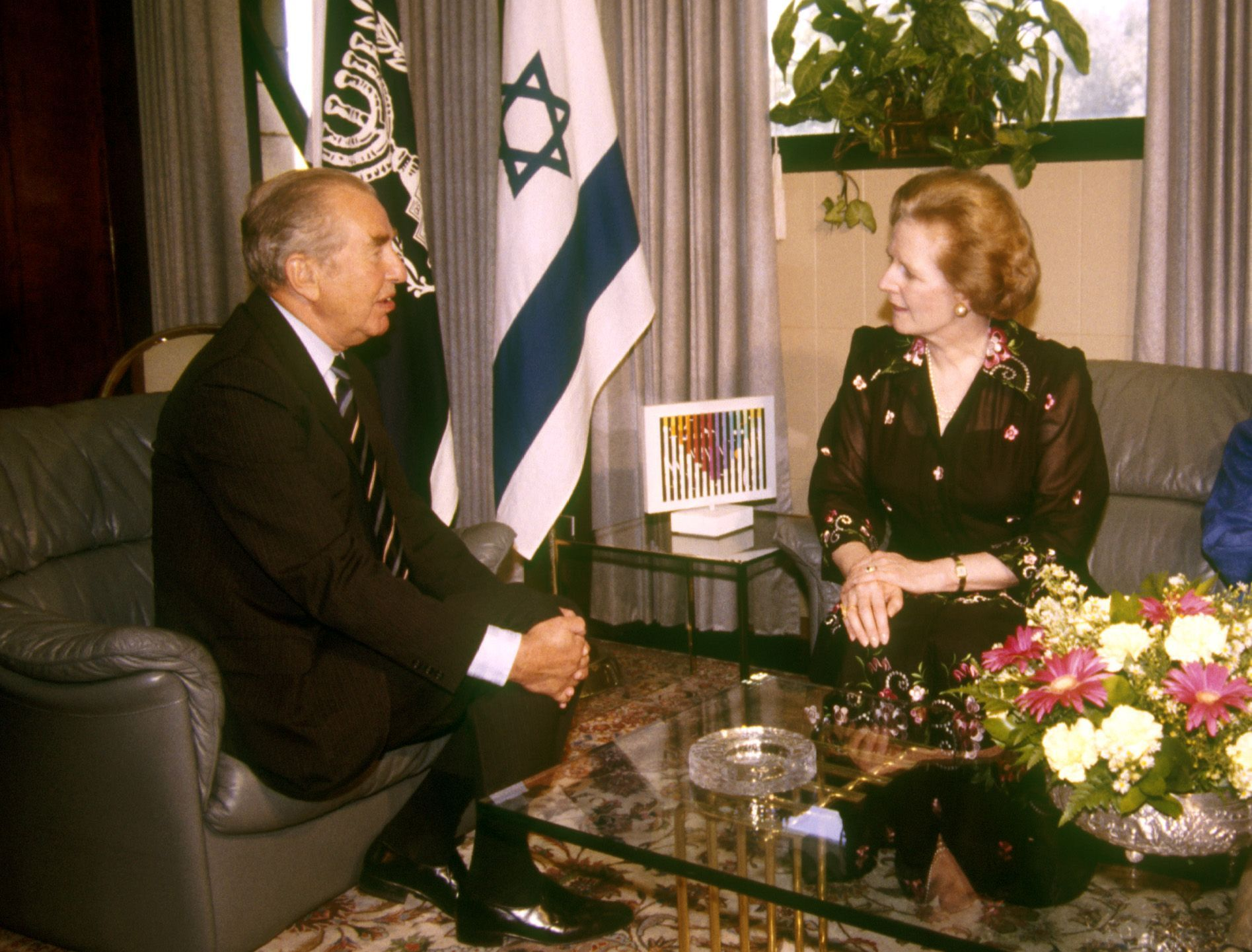
Thatcher mit dem israelischen Präsident Chaim Herzog Ende Mai 1986

Thatchers erste außenpolitische Handlung war das Lancaster-House-Abkommen, durch das der rhodesische Kolonialkrieg zu einem Ende kam und die Schaffung des unabhängigen Staates Simbabwe anstelle des dysfunktionalen Rhodesiens ermöglicht wurde. Während es ihr gleich zu Beginn ihrer Amtszeit gelang, die „special relationship“ mit den USA wiederzubeleben, sah sie sich innerhalb der Europäischen Gemeinschaft vom bestimmenden deutsch-französischen Tandem Valéry Giscard d’Estaing und Helmut Schmidt isoliert. Sie lehnte Sanktionen gegen das Apartheidsregime Südafrikas durch den Commonwealth und die Europäische Gemeinschaft ab und setzte sich für weitere Wirtschaftsbeziehungen mit Südafrika ein, mit dem Großbritannien aufgrund seiner kolonialen Vergangenheit wirtschaftlich eng verflochten war. Südafrikas Präsident Pieter Willem Botha bezeichnete sie als Freund und lud ihn gegen erhebliche Proteste 1984 nach Großbritannien ein, während sie den African National Congress, aufgrund seiner kommunistischen Ausrichtung, als eine Terrororganisation diffamierte.
Die kurz nach ihrem Amtsantritt erfolgte Sowjetische Intervention in Afghanistan verurteilte Thatcher scharf und erklärte den Bankrott der Entspannungspolitik. Sie versuchte, weitgehend erfolglos, die britischen Athleten zum Boykott der Olympischen Spiele 1980 in Moskau zu überreden. Dagegen wandte sie sich, mit Rücksicht auf Großbritanniens schwache ökonomische Situation, gegen Wirtschaftssanktionen, welche die USA unter Präsident Jimmy Carter verhängen wollten. Thatcher unterstützte mit Nachdruck den NATO-Doppelbeschluss und die zugehörigen Stationierungen von Mittelstreckenraketen auf britischen Territorium, die den bestehenden Vorteil der sowjetischen SS-20-Raketen ausgleichen sollten.
Die Friedensbewegung und deren Wunsch nach bedingungsloser unilateraler Abrüstung verspottete sie als reines Wunschdenken. Im Unterhaus verkündete sie im Juni 1980: „Jedwede Politik der unilateralen Abrüstung ist eine Politik der unilateralen Kapitulation.“ Im Gegenteil zeigte sie sich über die sowjetische Aufrüstung besorgt und warb in Gesprächen mit Bundeskanzler Helmut Schmidt und Carter für eine Aufrüstung der NATO-Mitglieder.
Ihre Regierung unterstützte die kambodschanische Regierung der Roten Khmer bei ihrem Bestreben, in der UN zu bleiben. Im September 1982 besuchte sie die Volksrepublik China, um mit dem maßgebenden KPCh-Funktionär Deng Xiaoping Verhandlungen über den weiteren Umgang mit Hongkong zu beginnen. Sie setzte sich vergeblich für eine Weiterführung der britischen Verwaltung ein. 1984 unterzeichnete sie schließlich einen Vertrag mit China über die Rückgabe der Kronkolonie Hongkong bis 1999.
Ihrem Außenministerium misstrauend, holte sich Thatcher in außenpolitischen Fragen – besonders nach dem Falklandkrieg – vielfach Rat von unabhängigen Experten aus dem akademischen Bereich; so konsultierte sie unter anderem Hugh Thomas, Robert Conquest und Timothy Garton Ash und installierte Charles Powell als ihren Privatsekretär für außenpolitische Fragen.

##### „Special relationship“ mit US-Präsident Reagan

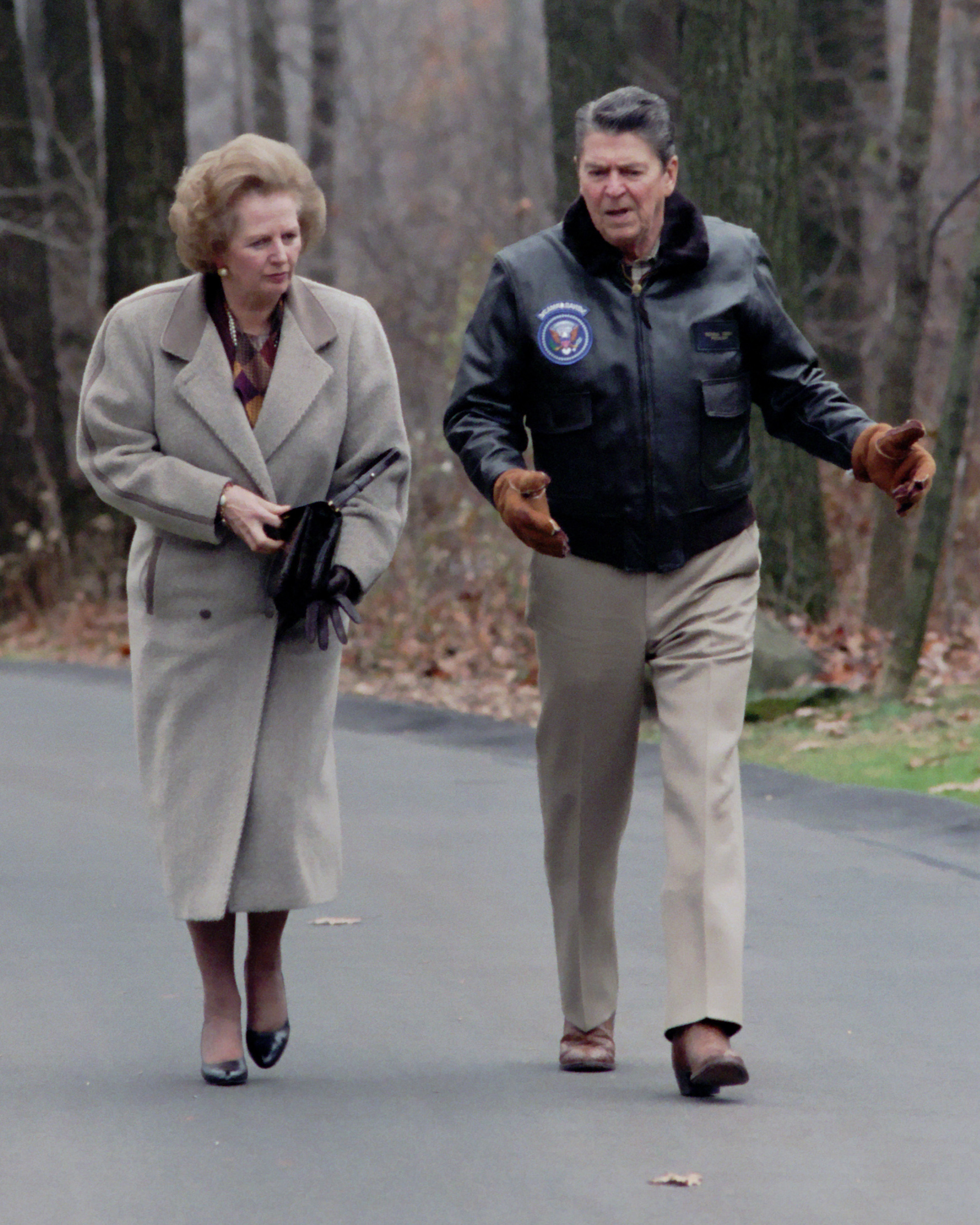
Thatcher und Reagan im amerikanischen Camp David (1986)

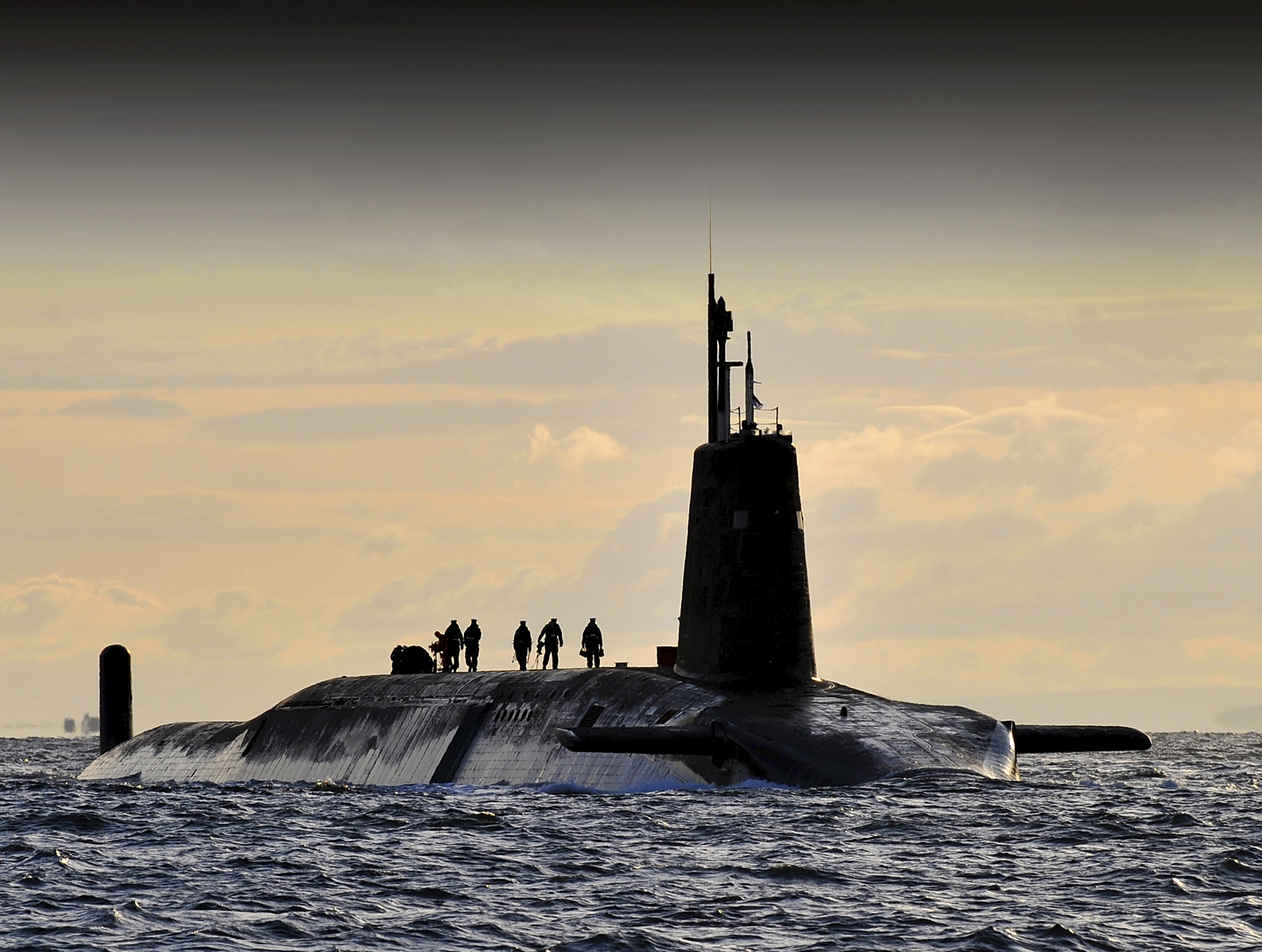
HMS Vanguard, eines von vier U-Booten bestückt mit Trident-Interkontinentalraketen

Neben den Gemeinsamkeiten in der Wirtschaftspolitik teilte Thatcher mit US-Präsident Ronald Reagan ein tiefes Misstrauen gegenüber dem Kommunismus. Beide lehnten die Entspannungspolitik ab und suchten keine friedliche Koexistenz, sondern den Kalten Krieg zu gewinnen. Ebenso wie Reagan gab Thatcher auch einer harten Rhetorik gegenüber der Sowjetunion den Vorzug. Thatcher hielt am NATO-Doppelbeschluss fest, der vorsah, dass ein Drittel aller Cruise-Missiles auf britischem Boden stationiert werden sollten. Dies stärkte ihre Verbindung zu US-Präsident Ronald Reagan, führte allerdings auch zu heftigen Protesten und Demonstrationen der Friedensbewegung. Die Vorteile der engen britischen Kooperation mit den USA zeigten sich bei der Erneuerung des britischen Nuklearwaffenarsenals, welches seit den 1960er Jahren und der Vereinbarung von Nassau auf den flottengestützten Polarisraketen basiert hatte. Mit dem Tridentprogramm stärkte Thatcher die Zusammenarbeit beider Länder im Rüstungssektor. Der Kauf und die Kooperation mit den USA verdreifachten das britische Atomarsenal. Es war mit damaligen Kosten von £12 Milliarden (1996–1997) eines der teuersten Regierungsprogramme der Regierung Thatcher überhaupt. Dazu gestattete Großbritannien den USA die Nutzung der Insel Diego Garcia im Indischen Ozean für militärische Zwecke.
Dagegen wandte Thatcher sich in Einvernehmen mit ihren europäischen Partnern gegen die Wirtschaftssanktionen, mit denen Reagan die Sowjetunion ökonomisch ruinieren wollte.
Obwohl Reagan ideologisch verbunden, zeigte sie sich entsetzt über die 1983 durchgeführte US-Invasion im Commonwealth-Mitglied Grenada. Da Reagan ihr kurz vorher noch versichert hatte, eine solche Invasion würde nicht stattfinden, war das Vertrauen Thatchers zu Reagan zunächst gestört.
Reagans SDI-Programm stand Thatcher ebenfalls distanziert gegenüber; einerseits die Vorteile sehend, war sie andererseits eine ausgesprochene Befürworterin der atomaren Abschreckung. In einer umjubelten Rede vor dem amerikanischen Kongress im Februar 1985 sprach sie sich für das Prinzip der atomaren Abschreckung aus und wandte ein, Atomwaffen hätten auch konventionelle Kriege unwahrscheinlicher gemacht.
In anderen außenpolitischen Fragen verfolgte Thatcher eine gemeinsame Linie mit den USA, sowohl bei G7-Gipfeln, bei den gemeinsamen Forderungen nach erhöhten Verteidigungsausgaben innerhalb der NATO, sowie in der Haltung zum libyschen Machthaber Muammar al-Gaddafi. Thatcher stellte den USA 1986 auch britische Luftstützpunkte zur Verfügung, als diese Tripolis und Bengasi bombardierten.
Im Februar 1984 nahm Thatcher an der Beerdigung von KPdSU-Generalsekretär Juri Andropow teil. Während sie sich vom designierten Nachfolger Konstantin Tschernenko unbeeindruckt zeigte, gewann sie vom Politbüro-Mitglied Michail Gorbatschow einen positiven persönlichen Eindruck und lud ihn sofort nach London ein. Nach Gorbatschows Aufstieg zum Generalsekretär fungierte Thatcher mehr als einmal als eine informelle Unterhändlerin zwischen ihm und Reagan.
Thatcher verurteilte bei Beginn der irakischen Invasion Kuwaits sofort Saddam Husseins Aggression und ermunterte den neuen Präsidenten George H. W. Bush zu einem militärischen Eingreifen.

##### Beziehungen zu Chile und Augusto Pinochet
Im Gegensatz zur Labour-Regierung wie auch zur US-Regierung unter Jimmy Carter, die Augusto Pinochets Militärdiktatur in Chile scharf verurteilten und verschiedene Sanktionen und Embargos, unter anderen gegen Waffenexporte nach Chile, erließen, hob die Regierung Thatcher bereits im Juni 1979 die Beschränkungen der betreffenden Exportgarantie des staatlichen Export Credit Guarantee Department auf. Margaret Thatcher begründete diese Schritte offiziell mit der Behauptung, die Problematik der Menschenrechtsverletzungen in Chile habe sich verbessert. Die UN, Amnesty International und andere Organisationen vertraten allerdings eine gegenteilige Einschätzung. Großbritannien hatte sich Chile zuvor in dessen Konflikt mit Argentinien um den Beagle-Kanal angenähert. Die britische Vermittlungsrolle beim Schiedsgericht im Beagle-Konflikt hatte Chiles Regierung unter Salvador Allende angenommen, Argentinien jedoch nicht (vgl. Operation Soberanía).
Später lobte Thatcher die enge Kooperation mit Chile, die sich auch während des Falklandkrieges ausgezahlt habe. Sie traf sich mehrmals mit dem ehemaligen Diktator Augusto Pinochet, im Besonderen, als dieser in Großbritannien von 1998 bis 2000 wegen Auslieferungsanträgen mehrerer europäischer Länder, mit denen Auslieferungsabkommen bestanden, aufgrund von Anklagen wegen Völkermord, Staatsterrorismus und Folter inhaftiert wurde. Thatcher nutzte ihren erheblichen politischen Einfluss zur Verhinderung einer Auslieferung sowie für eine Aufhebung der Haft in einer politischen Kampagne, in der sie Pinochet als „politischen Gefangenen“ darstellte „dessen Rechte verletzt würden.“ Dies führte auch in Großbritannien selbst zu erheblichen Kontroversen.

##### Falklandkrieg

Falklandkrieg 1982

Am 2. April 1982 befahl die argentinische Junta die Invasion und Besetzung der britisch bevölkerten Falklandinseln und Südgeorgiens. In der Folge kam es zum Falklandkrieg. Außenminister Carrington übernahm die Verantwortung für frühere Fehler im Außenministerium und trat – gegen den Widerstand Thatchers – zurück, da er aus prinzipiellen Gründen und einem Loyalitätsgefühl für Thatchers Regierung heraus meinte, jemand müsse der Öffentlichkeit und dem aufgebrachten Unterhaus als Sündenbock für den überraschenden Angriff Argentiniens dienen. Thatcher, die Carrington erfolglos zum Bleiben zu überreden versucht hatte, berief Francis Pym an seiner Stelle.
Auf den Rat des früheren Premiers Harold Macmillan hin richtete Thatcher sofort ein kleines, täglich konferierendes Kriegskabinett ein und schloss – eingedenk des britischen Debakels in der Sueskrise – den Schatzkanzler Geoffrey Howe von diesem aus. Nachdem alle Vermittlungsversuche (vor allem von Seiten der USA) gescheitert waren, kam es ab Mitte April zur Rückeroberung der besetzten Gebiete durch eine britische Task Force. Der Sieg im Falklandkrieg brachte Thatcher einen enormen Popularitätsschub. In der Folge rief sie für den 9. Juni 1983 Unterhauswahlen aus und konnte ihren Popularitätszuwachs in einen Wahlsieg ummünzen, wobei sie auch von der Spaltung der Labour Party profitierte.

##### Europäische Integration und Deutschlandpolitik
Unter dem Motto „I want my money back“ erreichte Thatcher 1984 den bis zum Ende der Mitgliedschaft Großbritanniens in der EU gültigen Britenrabatt auf Großbritanniens Beitragszahlungen an die damalige EG. Dies veranlasste den Bundeskanzler Helmut Kohl zu dem Satz, er fürchte Margaret Thatcher „wie der Teufel das Weihwasser“.
Thatcher war eine enge Kooperation der europäischen Staaten zwar wichtig, allerdings warnte sie stets vor einem europäischen Superstaat. Die europäische Einigkeit sah sie vor allem als wichtig unter den Bedingungen des Kalten Krieges an. Insbesondere zu EG-Kommissionspräsident Jacques Delors hatte sie ein schwieriges Verhältnis. Während die Mehrheit der europäischen Partner unter Führung Delors versuchte, die Integration der EG voranzubringen, sah Thatcher in der EG immer nur eine Wirtschaftsgemeinschaft. Zunächst arbeitete sie aber noch gut mit Delors zusammen, weil dieser Ende der 1980er Jahre den europäischen Binnenmarkt vollenden wollte und Thatcher darin viele Elemente ihres eigenen wirtschaftsliberalen Programms wiedererkannte. Die Marktfetischistin Thatcher sei davon anfangs regelrecht begeistert gewesen, so der EU-Historiker Christoph Driessen. 
Erst als die Einheitliche Europäische Akte – der wichtigste europäische Vertrag seit den Römischen Verträgen – schon verabschiedet war, wurde ihr klar, dass die Schaffung eines länderübergreifenden Marktes zwar die Abschaffung nationaler Sonderregeln erforderte, aber durchaus auch die Festlegung auf neue gemeinsame Bestimmungen zur Organisation des Gesamtmarktes: Diese Bestimmungen aber wurden künftig nun in Brüssel festgelegt. So habe Delors Thatcher letztlich regelrecht „überlisten“ können, was Thatchers Misstrauen gegenüber der EG noch erheblich verstärkt habe.
Die erste große Auseinandersetzung zwischen der Premierministerin und dem Kommissionspräsidenten wurde ausgelöst, als Delors bei einem Besuch in Großbritannien sagte, dass 80 % der wirtschaftlichen und sozialen Entscheidungen in der EG innerhalb von zehn Jahren auf europäischer Ebene geregelt werden würden. Daraufhin hielt Thatcher am 20. September 1988 eine vielbeachtete Rede vor dem Europa-Kolleg in Brügge. Darin legte sie ihre Forderung nach einer auf Wirtschaft und Handelsbeziehungen ausgelegten Gemeinschaft dar und betonte, dass sie kein Interesse an einer stärkeren politischen Integration Europas habe – dieses Vorhaben nannte Thatcher „remodelling of Europe“. Thatcher führte aus, ihre Regierung habe nicht die Rolle des Staates in Großbritannien zurückgefahren, um im Gegenzug einen europäischen Superstaat zu akzeptieren, der von Brüssel aus seine Mitgliedsstaaten dominiere.

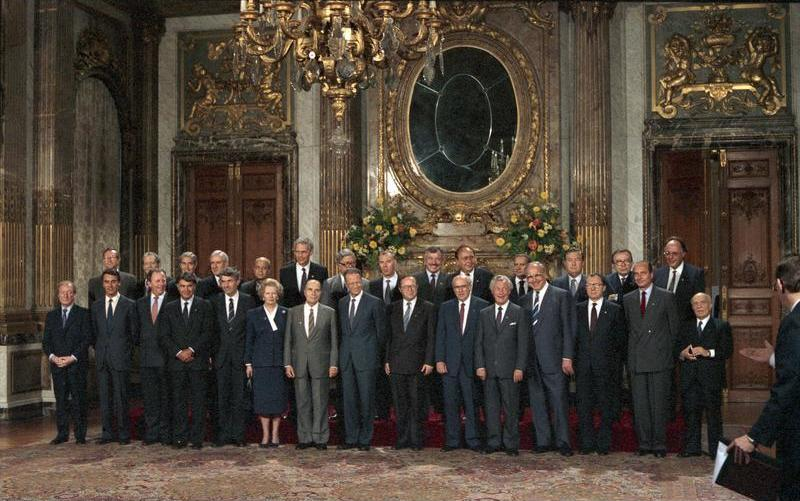
Thatcher in einer Sitzung des Europarats (1987)

Auch der Delors-Bericht zur Europäischen Wirtschafts- und Währungsunion (EWU) wurde von Thatcher strikt abgelehnt; sie wollte unter allen Umständen am britischen Pfund festhalten.
Zu Deutschland hatte Thatcher ein zwiespältiges Verhältnis. Ende der 1970er-Jahre und zu Beginn ihrer Amtszeit wurde die BRD von Thatcher und den Konservativen immer wieder als ein wirtschaftliches Vorbild mit hoher Produktivität angesehen, von dem die britische Wirtschaft vieles lernen könne. Dieser Glaube schwand jedoch ab Mitte der 1980er-Jahre mit dem Erfolg der britischen Wirtschaft, die ab 1982 höhere Wachstumsraten verzeichnete als die BRD und Frankreich. Insbesondere der Erfolg der Londoner City, die eher mit den globalen Finanzmärkten Tokio und New York konkurrierte, ließ die beiden kontinentalen Finanzzentren Paris und Frankfurt weit hinter sich und degradierte diese im Vergleich zu provinziellen Finanzzentren.
Während sie anfangs vom CDU-Politiker Helmut Kohl einen äußerst positiven Eindruck hatte und die CDU als deutsches Pendant der britischen Konservativen betrachtete, stand sie ihm in späteren Jahren eher feindselig gegenüber. Sie lehnte sowohl Kohls Enthusiasmus für die europäische als auch für die deutsche Einigung strikt ab. Im Prozess der deutschen Wiedervereinigung 1989/90 reagierte sie zunächst mit Befürchtungen und ablehnend. Thatcher sah die Gefahr eines Deutschlands, welches Profit aus dem Zusammenbruch des Ostblocks ziehen und Europa als Hegemon dominieren würde. Gegenüber Präsident Bush betonte sie, Deutschlands Schicksal sei nicht nur eine Frage der Selbstbestimmung, sondern hätte weit größere Implikationen. So sei das Schicksal Gorbatschows, des Warschauer Pakts und Osteuropas eng mit der deutschen Frage verknüpft. Gemeinsam mit François Mitterrand suchte sie nach Wegen, die Entwicklungen aufzuhalten. Im März 1990 ließ sie auf dem Landsitz Chequers eine Tagung mit Deutschland-Experten durchführen. Die Veröffentlichung eines Memorandums über diese Tagung, die ihre auch durch den deutschen Nationalsozialismus geprägten Ansichten über schlechte Eigenschaften im Nationalcharakter der Deutschen offenbarten, löste im Sommer 1990 die Chequers-Affäre aus. Sie bestand schließlich, nach Rat von Fritz Stern, auf der Anerkennung der Nachkriegsgrenzen durch Deutschland, was schließlich im Zwei-plus-Vier-Vertrag festgelegt wurde. Gegenüber Bundespräsident Richard von Weizsäcker erklärte sie, ihr Deutschlandbild habe sich im Wesentlichen bis 1942 gebildet und seitdem wenig geändert. 
Der Grund für die deutsche Zögerlichkeit (german angst) der Nachkriegszeit sei die Qual der Selbsterkenntnis der Deutschen hinsichtlich ihrer eigenen negativen Rolle im 20. Jahrhundert gewesen. Viele Deutsche wollten ein vereintes Deutschland in ein föderatives Europa eingebettet wissen. Dieser Wunsch der Deutschen sei zwar aufrichtig, aber letztlich irrig. Deutschland würde in einem föderativen Europa die Führungsrolle übernehmen. Das wiedervereinte Deutschland sei im europäischen Miteinander zu groß und mächtig. Deutschland habe sich historisch immer auch nach Osten orientiert, nicht nur Richtung Westen. Früher sei diese Orientierung kriegerisch auf territoriale Expansion ausgerichtet gewesen, aktuell sei sie wirtschaftlicher Natur. Im Bezug auf den Westen wirke es im europäischen Gefüge deshalb destabilisierend. Nur durch militärisches und politisches Engagement der USA in Europa und durch die engen Beziehungen zwischen Frankreich und Großbritannien könne Deutschland ein Gegenpol entgegengesetzt werden. Falls es einen geeinten, föderativen europäischen „Superstaat“ gäbe, wäre das nicht mehr möglich, denn Deutschland wäre dann die bestimmende Kraft in Europa. Das bisherige Gleichgewicht der Kräfte sei – so die Ansicht Thatchers – zu ihrer Amtszeit zusätzlich durch den französischen Präsidenten Mitterrand gestört worden, der sich geweigert habe, deutschen Interessen den Kampf anzusagen und den französischen Instinkten zu folgen. Grund dieser desaströsen Haltung Mitterrands sei gewesen, dass der französische Präsident nicht die deutsch-französische Achse aufgeben wollte, die eine Stütze der Macht Mitterrands gewesen sei. Drei Tage vor ihrem Rücktritt als Premierministerin kam es laut Christoph Driessen jedoch zu einer Aussöhnung mit Kohl, als dieser sie während ihres letzten Gipfels in Paris in der britischen Botschaft besuchte und ihr Mut zusprach. Ihr Sturz sei im Grunde in Kohls Interesse gewesen, und gerade „deshalb berührten seine Worte und sein echtes Mitgefühl mich sehr“, schrieb sie später dazu.

#### Umweltpolitik

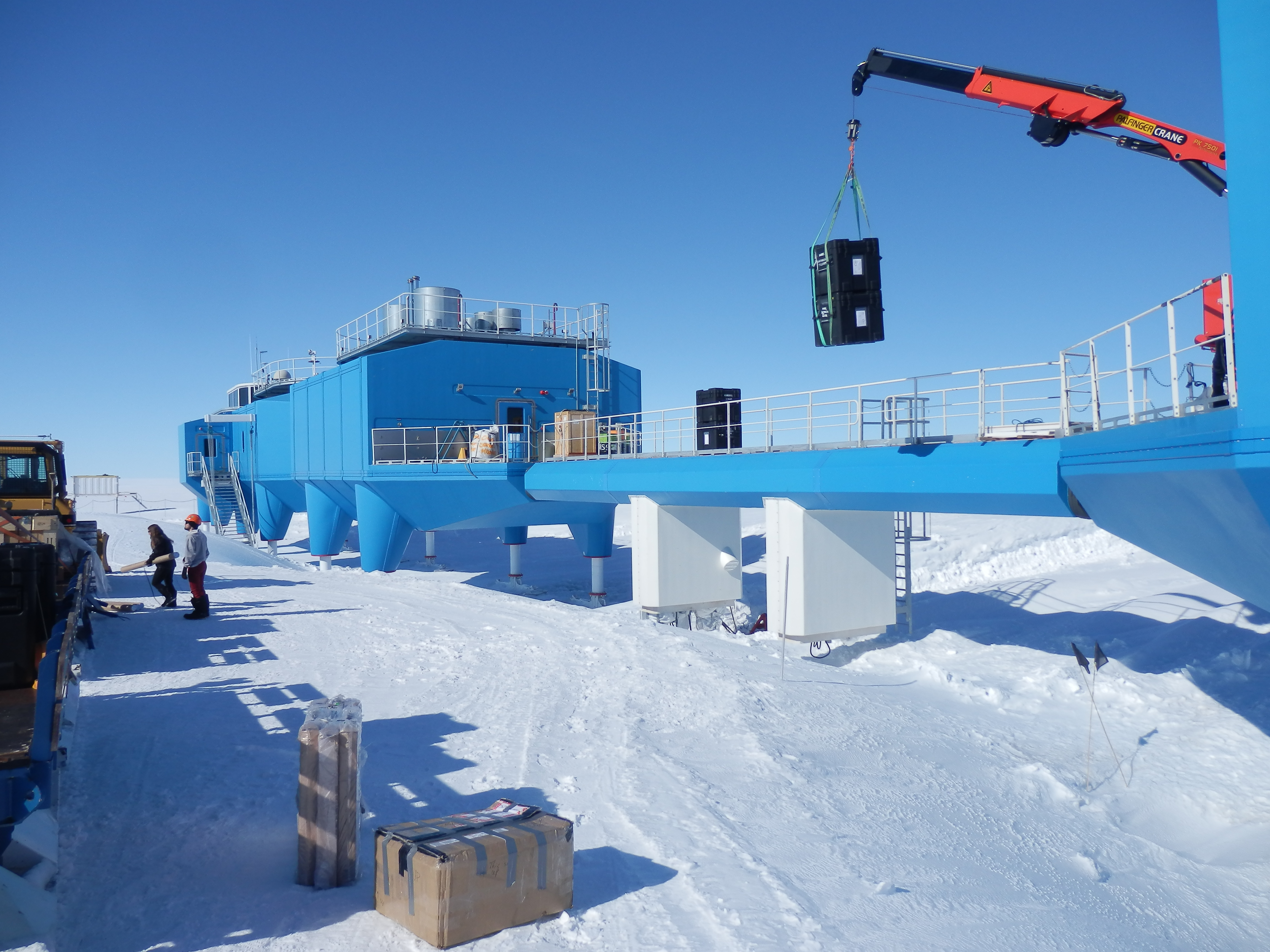
Die britische Halley-Station in der Antarktis, die 1985 das Ozonloch entdeckte

In ihrer Regierungszeit befasste sich Thatcher bereits früh mit Themen des Umweltschutzes und der globalen Erwärmung. Während sie auf der einen Seite Organisationen wie Greenpeace in Interviews als naiv und rückwärtsgewandt verspottete, setzte sie sich andererseits für den Umweltschutz ein und brachte das Thema ins Bewusstsein einer breiteren britischen Öffentlichkeit. Im Juni 1984 nutzte sie ihren Vorsitz beim G7-Gipfel in London, um eine Verpflichtung zu mehr Forschung zu erreichen, die die Umweltverschmutzung und insbesondere das Problem des sauren Regens angehen sollten.
Aufgrund ihrer jahrelangen Unterstützung für das British Antarctic Survey wurde sie schnell auf die dort im Jahr 1985 erfolgte Entdeckung des Ozonloches aufmerksam. Als Wissenschaftlerin erkannte sie die Bedeutung der Entdeckung des Treibhauseffekts und machte ihr politisches Gewicht geltend, um vor den daraus resultierenden Gefahren zu warnen und diese zu bekämpfen. So warnte sie im September 1988 in einer Rede vor der Royal Society vor den Gefahren des Ozonlochs, ein Thema, das sie in der Folge auch bei einer Rede vor der Generalversammlung der Vereinten Nationen aufgriff. Eindringlich warnte sie in diesen Reden vor den Treibhausgasen: „Wir kreieren eine globale Hitzefalle, die zu klimatischer Instabilität führen könnte.“
Sie betonte zudem die dringende Notwendigkeit weiterer Forschungen und schnelle Maßnahmen, um die Emissionen zu senken. Deshalb setzte sie sich für den verringerten Ausstoß von Kohlendioxid in die Atmosphäre ein, sah sich in dieser Frage jedoch der Opposition der USA gegenüber. Wiederholt setzte sie sich bei der Bush-Regierung für eine internationale Vereinbarung ein, die Umweltfragen auf einer globalen Ebene diskutieren sollte.
Kohle und andere fossile Brennstoffe sah sie als „dreckige“ Energieträger an und befürwortete stattdessen die Nuklearenergie als saubere Alternative. Die Risiken und Probleme der Nuklearenergie (wie radioaktive Abfälle) tat sie dagegen ab und erklärte: „Die Probleme, die die Wissenschaft geschaffen hat, können durch die Wissenschaft gelöst werden.“ Sie zeigte sich zuversichtlich, dass binnen der nächsten 50 Jahre eine Lösung für das Problem der Atommülllagerung gefunden werden könne. Der Entwicklung erneuerbarer Energien schenkte sie wenig Beachtung.
Für das Problem der kontinuierlich wachsenden Müllmenge machte sie eine individuelle Verantwortung aus und sagte der Londoner Times in einem Interview, jeder Einzelne habe eine Verantwortung für die Umwelt. Dazu sah sie eine Schuld bei der modernen Verpackungstechnik, die zu viel Müll generiere.

### Ehrungen

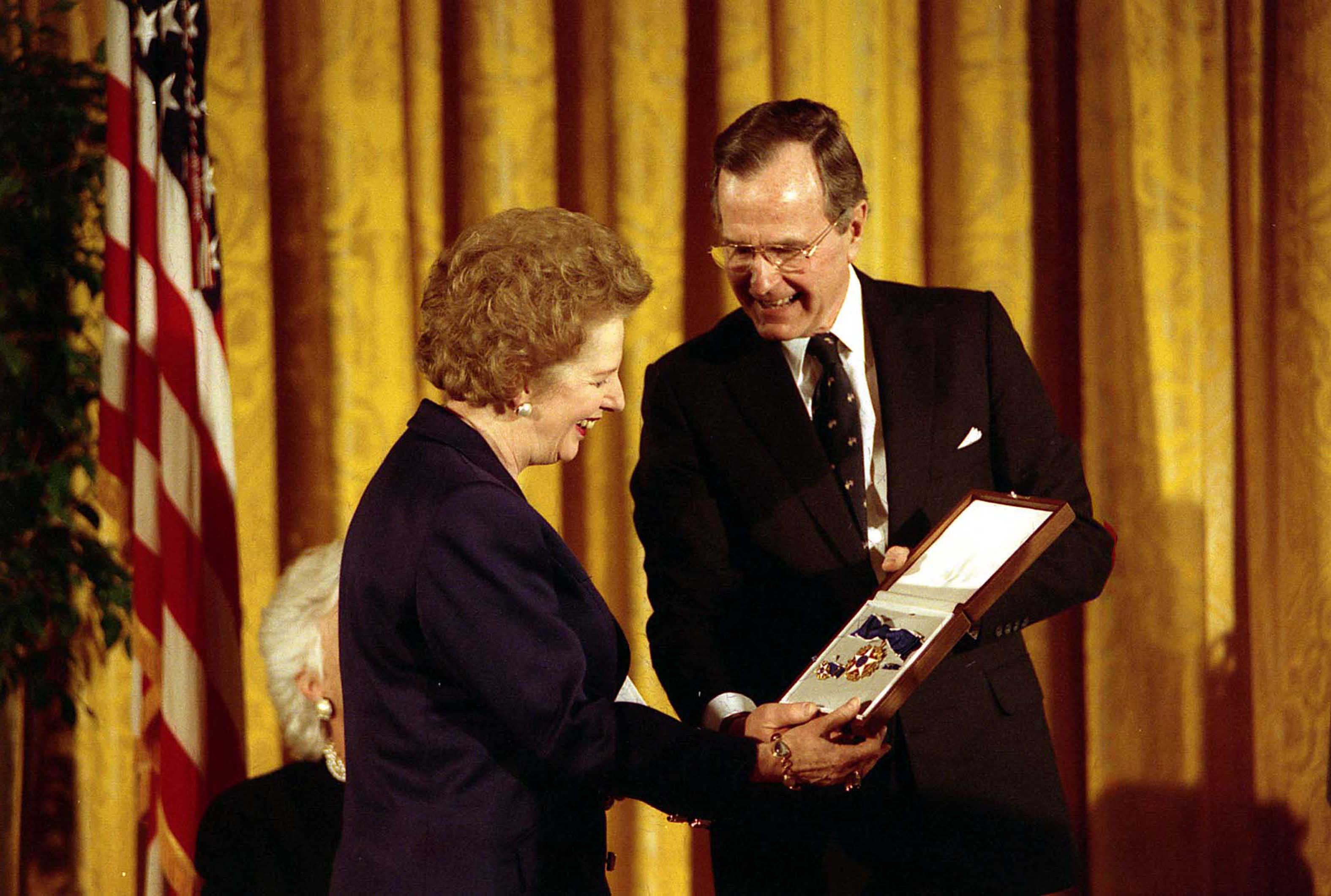
Thatcher während der Verleihung der Medal of Freedom durch US-Präsident George Bush am 7. März 1991

Margaret Thatcher wurde 1970 in den Privy Council der Königin berufen. Seit 1983 Mitglied der Royal Society (FRS), wurde sie im Juni 1990 in den Order of Merit aufgenommen. 1995 erhielt sie den höchsten Orden Englands, den Hosenbandorden. Weiter war sie Ehren- und einziges weibliches Vollmitglied des renommierten Carlton Clubs. Seit Februar 2007 befindet sich im Foyer des britischen Parlaments, dem Palace of Westminster, eine vom Bildhauer Antony Dufort geschaffene überlebensgroße Bronzestatue Thatchers.
Auf den Falkland-Inseln wird der 10. Januar als Thatchertag begangen. Ferner ist sie seit 1991 Namensgeberin für die Thatcher-Halbinsel an der Nordküste Südgeorgiens im Südatlantik.
Die American Philosophical Society verlieh ihr 1987 ihre Benjamin Franklin Medal for Distinguished Public Service. 1991 überreichte US-Präsident George H. W. Bush Thatcher die Freiheitsmedaille („The Presidential Medal of Freedom“), die höchste zivile Auszeichnung in den USA. Die Stadt Danzig verlieh Thatcher 2000 die Ehrenbürgerwürde.

### Nach dem Rücktritt und Lebensende
Kurz nach ihrem Rücktritt erwarben Margaret und ihr Ehemann Denis Thatcher ein Stadthaus am Chester Square 73 im Londoner Stadtteil Belgravia.
Thatcher, immer eine ruhelose Workaholic mit wenig Interessen außerhalb der Politik, fand sich schnell zunehmend desillusioniert über ihren Nachfolger John Major.
Bei zwei Reden in den USA warnte sie im Juni 1991, dass die Versuche, eine einheitliche EG-Außenpolitik zu etablieren, die NATO unterminieren und schwächen würde. Die in ihren Augen protektionistische Handelspolitik der EG verurteilte sie und warb stattdessen erneut für eine Freihandelszone, die die nordamerikanische NAFTA, die EG sowie Osteuropa umfassen solle. Im Herbst 1991 hielt sie eine Rede über den Zusammenbruch Jugoslawiens, in der sie sich gegen die Passivität des Westens wandte, der zusehe, während die jugoslawische Armee Kroatien zerstöre und kroatische Zivilisten ermorde. In den Medien kritisierte sie nun wiederholt, teils verklausiert, teils offen, die Arbeit ihres Nachfolgers als zu pro-europäisch. Auch den 1992 unterzeichneten Vertrag von Maastricht lehnte sie ab. Für Major erwies sich Thatchers wiederholte Kritik als schwere Hypothek; seine Regierung wurde in der Folge von den konstanten Streitigkeiten über die Europa-Frage stark in Mitleidenschaft gezogen.
Bei den Unterhauswahlen 1992 unterstützte sie die Regierung ihres Nachfolgers noch mit mehreren Wahlkampfauftritten; sie selbst verzichtete darauf, zur Wiederwahl für das Unterhaus anzutreten. Daraufhin wurde sie, wie bei pensionierten Premierministern üblich, im gleichen Jahr nobilitiert. Als Life Peer („Peer auf Lebenszeit“) zog sie am 30. Juni als Baroness Thatcher of Kesteven in the County of Lincolnshire ins House of Lords („Oberhaus“) ein. Denis Thatcher war im Jahr zuvor der erbliche Titel Baronet of Scotney in the County of Kent verliehen worden (womit seine Ehefrau bereits die Höflichkeitsanrede „Lady“ führte).
Thatcher schrieb ab 1992 ihre Memoiren und veröffentlichte diese 1993 und 1995 in zwei Bänden; zudem reiste sie für verschiedene britische Firmen als inoffizielle Botschafterin und Lobbyistin durch die Welt. Nach der Wahlniederlage der Tories 1997 unterstützte sie William Hague bei seiner Kandidatur für die Parteiführung.
2000 und 2001 erlitt Lady Thatcher mehrere Schlaganfälle, die auch zu dauerhaften Gedächtnisstörungen führten. Im März 2002 erklärte sie daraufhin ihren Rückzug aus dem öffentlichen Leben. 2003 wurde ihr letztes Buch veröffentlicht, Statecraft: Strategies for a Changing World, in dem sie sich zu aktuellen Themen der Weltpolitik äußerte. Erneut hatte sie das Buch, ebenso wie ihre Memoiren, wieder mit Hilfe ihres Redenschreibers Robin Harris verfasst. Im Juni 2003 erlag Denis Thatcher einem Krebsleiden.
Nach dem Tod von Ronald Reagan reiste sie 2004 nochmals in die USA, um am 11. Juni in Washington an der Trauerfeier teilzunehmen. Sie war eine von vier Personen, die Reagan persönlich darum gebeten hatte, anlässlich seiner Beerdigung zu sprechen. Wegen ihres schlechten Gesundheitszustandes war die Grabrede geraume Zeit vorher aufgezeichnet worden und wurde bei der Trauerfeier über Bildschirme eingespielt.
Mitte 2008 wurde bekannt, dass Lady Thatcher unter fortgeschrittener Demenz litt. Ihre Tochter Carol Thatcher thematisierte die Erkrankung ihrer Mutter 2008 in einem Buch. In der britischen Presse wurde 2008 die Frage, ob Lady Thatcher nach ihrem Ableben ein Staatsbegräbnis erhalten solle, kontrovers diskutiert. Am 19. Juli 2010 wohnte sie zum letzten Mal einer Sitzung des Oberhauses bei. Im Dezember 2012 zog sie in eine Suite im Londoner Hotel Ritz. Dort verstarb sie am 8. April 2013 an den Folgen eines weiteren Schlaganfalls.

### Reaktionen auf den Tod Thatchers
Sofort nach Thatchers Tod brachen die alten Konflikte aus ihrer Amtszeit wieder auf. Es erschienen zahlreiche Nachrufe und Betrachtungen zu ihrer Regierungszeit.
Sowohl der damals amtierende Premierminister David Cameron als auch seine überlebenden Vorgänger spendeten Margaret Thatcher höchstes Lob. Im Allgemeinen äußerten sich auch politische Gegner Thatchers respektvoll über sie und ihr Wirken. Der Vorsitzende der Labour-Party, Ed Miliband, verurteilte jeden Jubel über Thatchers Tod und würdigte sie als „riesige Figur in der britischen Politik und auf der Weltbühne“. Der ehemalige Parteichef der Liberaldemokraten Paddy Ashdown nannte Thatcher „zweifellos den größten Premierminister unserer Zeit“.

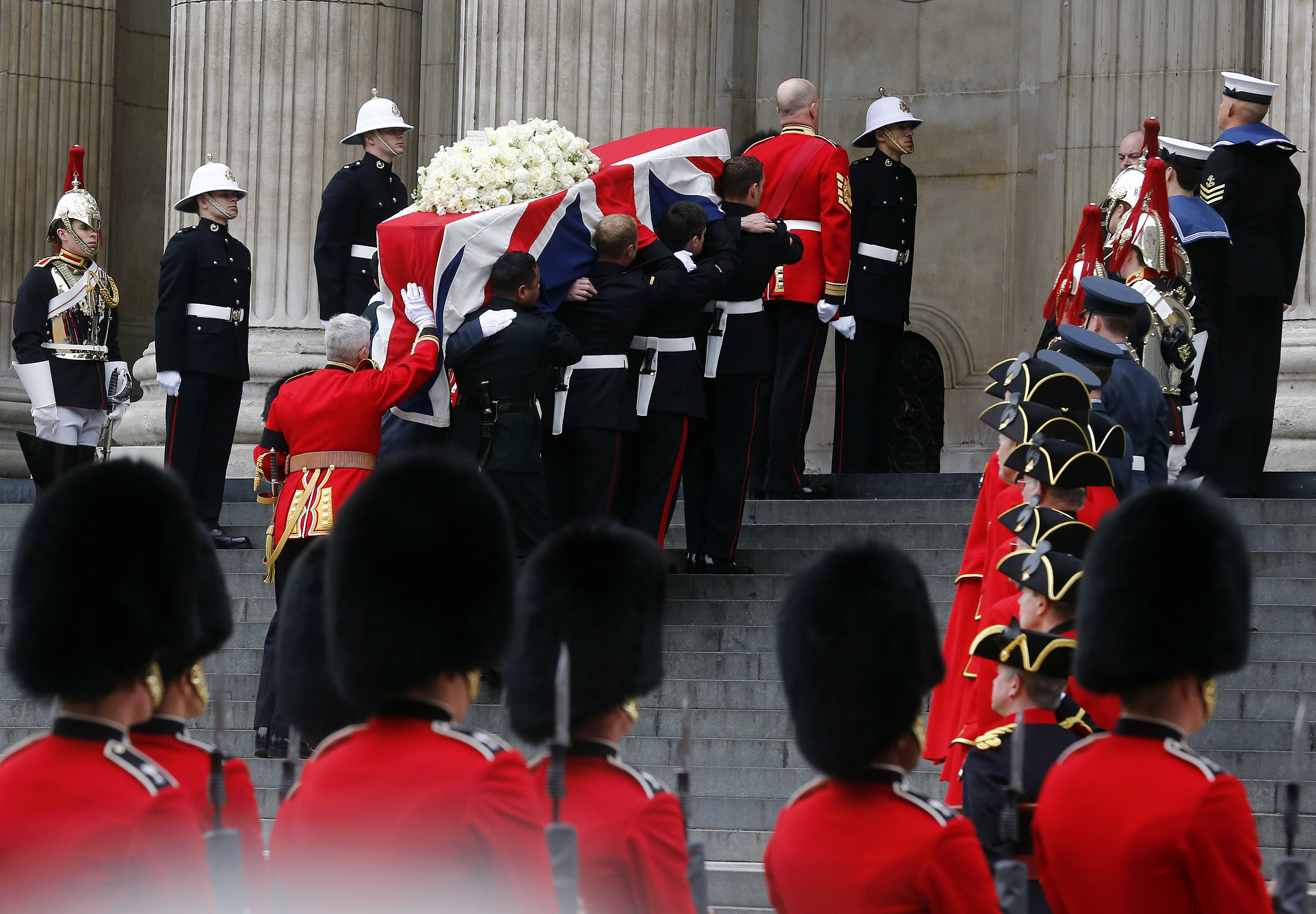
Thatchers Sarg wird zur St Paul’s Cathedral hinaufgetragen

Barack Obama, damaliger Präsident der USA, bezeichnete die Verstorbene als „eine der großen Verfechterinnen der Freiheit und wahre Freundin Amerikas“.
In Brixton, Glasgow, Leeds, Cardiff und den alten Bergbaustädten feierten und tanzten dagegen anlässlich von Thatchers Tod Menschen aller Altersklassen auf offener Straße, wobei es zu Zusammenstößen mit der Polizei und mehreren Verhaftungen kam. Nach einer Kampagne in sozialen Netzwerken wurde ab dem 8. April 2013 das 1939 entstandene Lied Ding-Dong! The Witch Is Dead massenhaft für Klingeltöne und iTunes abgerufen. Die rasante Verbreitung wird auf eine länger vorbereitete Social-Media-Kampagne zurückgeführt. Kurze Zeit später gelang es Anhängern Thatchers, das 1979 entstandene I'm in Love with Margaret Thatcher der Punkband The Notsensibles ebenso über Social Media in den britischen Singlecharts zu positionieren.

### Trauerfeier

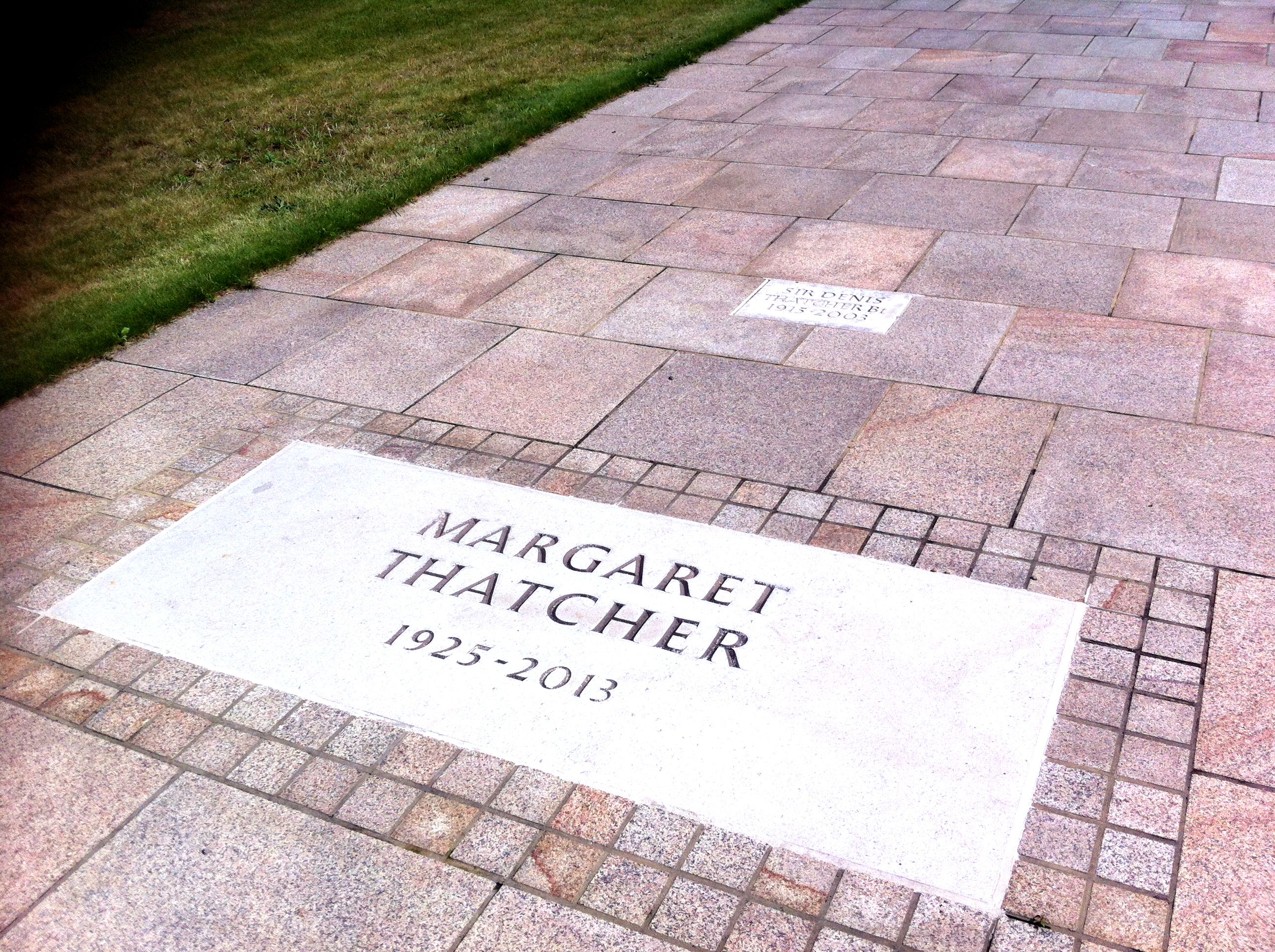
Gräber von Margaret und Denis Thatcher im Royal Hospital Chelsea

Die am 17. April 2013 abgehaltene Trauerfeier war kein Staatsbegräbnis im streng protokollarischen Sinn, kostete den britischen Staat aber dennoch 3,2 Millionen Pfund. Nach einem Trauerzug durch London, bei dem u. a. 700 Soldaten aus beim Falkland-Krieg aktiven Regimentern das Geleit gaben, fand ein Gottesdienst in der St Paul’s Cathedral mit mehr als 2000 Gästen statt. Es waren 11 Premierminister und 17 Außenminister angereist. Aus den USA waren die früheren Außenminister Henry Kissinger, George Shultz und James Baker vertreten, ebenso wie der frühere US-Vizepräsident Dick Cheney. Deutschland wurde von Außenminister Guido Westerwelle repräsentiert. Der Leichnam Thatchers wurde danach im engsten Familienkreis im Mortlake-Krematorium in Kew eingeäschert. Die Urne wurde neben der ihres Mannes Denis auf dem Gelände des Royal Hospital Chelsea in London beigesetzt. Während der Beisetzung war die Königin anwesend und das Viertelstundenmotiv des Big Ben wurde abgeschaltet, eine besondere Ehrung, die zuletzt dem 1965 verstorbenen britischen Premierminister Winston Churchill zuteilgeworden war.

## Politisches Erbe

### Thatcherismus
Der Begriff des Thatcherismus wurde 1979 erstmals von der kommunistischen Zeitschrift Marxism Today verwendet und zunächst als Kampfbegriff der politischen Linken verwendet. Thatcher und ihre Anhänger adaptierten den Begriff jedoch schnell für den eigenen Sprachgebrauch. Thatcher gründete 1974 zusammen mit Sir Keith Joseph und Alfred Sherman die britische Denkfabrik Centre for Policy Studies. Diese hatte eine wesentliche Rolle bei der Verbreitung von Positionen des Monetarismus und eine Rücknahme staatlicher Aktivitäten zugunsten des Freien Markts. Das Zentrum selbst hält Thatchers Eintreten für den Monetarismus im Sinne Milton Friedmans für wichtiger als die Aufnahme von Thesen Friedrich August von Hayeks im Sinne der Österreichischen Schule. Zwar habe Hayeks intellektuelle Ablehnung des Sozialismus sicher Thatcher, Keith Joseph und weitere politische Weggefährten beeinflusst, beim Thatcherismus spiele der Hayeksche volkswirtschaftliche und makroökonomische Ansatz aber eine deutlich geringere Rolle als Friedmans Monetarismus. Hayek habe in einer im freundschaftlichen Ton gehaltenen Korrespondenz mit Thatcher die Forderung nach einer deutlich schnelleren Einschränkung der Gewerkschaften erhoben und den Einfluss der Monetaristen eher beklagt als begrüßt. Thatcher habe dies wie die Hinweise Hayeks auf das Wunder von Chile insoweit zurückgewiesen, als dies unter den Bedingungen einer Demokratie nicht durchzusetzen sei.
Der Thatcherismus vereint sowohl konservative als auch liberale Elemente. Außerdem werden im Thatcherismus traditionelle Werte bzw. im britischen Kontext Viktorianische Werte betont, die in Kontrast zur permissiven Gesellschaft stehen. Mehr als andere britische Politiker (mit Ausnahme Tony Blairs) zeigte Thatcher auch öffentlich ihren christlichen Glauben und betonte die aus ihrer Sicht zentrale Rolle des Christentums im Nationalen Leben. Der Thatcherismus dient – in den Worten von Nigel Lawson – als politische Plattform für eine starke Betonung des freien Marktes, beschränkte Staatsausgaben und Steuersenkungen, gepaart mit britischem Nationalismus. Nigel Lawsons Definition: „Freie Märkte, Finanzdisziplin, strenge Kontrolle über die öffentlichen Ausgaben, Steuersenkungen, Nationalismus, „Viktorianische Werte“ (im Sinne einer Samuel-Smiles-Hilf dir selbst-Variante), Privatisierung und ein Schuss Populismus.“
Richard Vinen unterscheidet beim Thatcherismus zudem einerseits zwischen Thatchers persönlicher Rolle und den von ihrer Regierung in Gang gebrachten Reformen. Andererseits zieht er auch eine Trennungslinie zwischen Anhängern, die, wie Howe und Lawson, eher den Kernideen des Thatcherismus verpflichtet waren als der Person Thatcher selber, und denen, die sich dagegen als Thatcheristen im Sinne einer unbedingten Loyalität zur Politikerin Margaret Thatcher definierten. Dominik Geppert urteilt über Thatcher: „Erst ihr Führungswille, ihr Populismus, ihr missionarischer Eifer, andere von der Richtigkeit ihrer eigenen Einstellungen zu überzeugen, verliehen dem Thatcherismus seine politische Durchschlagskraft.“ Ferner hebt er die Gegensätzlichkeit zentraler Facetten des Thatcherismus hervor, die aus dem konfliktreichen Verhältnis konservativer und liberaler Elemente resultiert habe. Der Historiker Maurice Cowling hinterfragte bereits 1990 kritisch, ob der Thatcherismus wirklich ein neues Element in der Politik gewesen sei. Seiner Ansicht nach benutzte Thatcher lediglich radikale Variationen der Themen Freiheit, Autorität, Ungleichheit, Individualismus sowie Anstand und Respektabilität, die bereits seit mindestens 1886 die Thematik der Konservativen Partei gewesen seien."
Der Thatcherismus löste den britischen Nachkriegskonsens ab und verschob den politischen Mittelgrund nach rechts. Die wirtschaftspolitischen Reformen des Thatcherismus wurden ab 1997 auch von New Labour unter dem neuen Premierminister Tony Blair beibehalten, der sich zu Thatchers Erbe bekannte; 2002 erklärte Peter Mandelson, ein führender Vertreter von New Labour, sogar: „Wir sind jetzt alle Thatcheristen“. Vereinzelt wird diese Fortführung von Thatchers Wirtschaftspolitik durch Blairs Labourregierung unter dem Schlagwort „Blatcherism“ beschrieben.

### Polarisierung

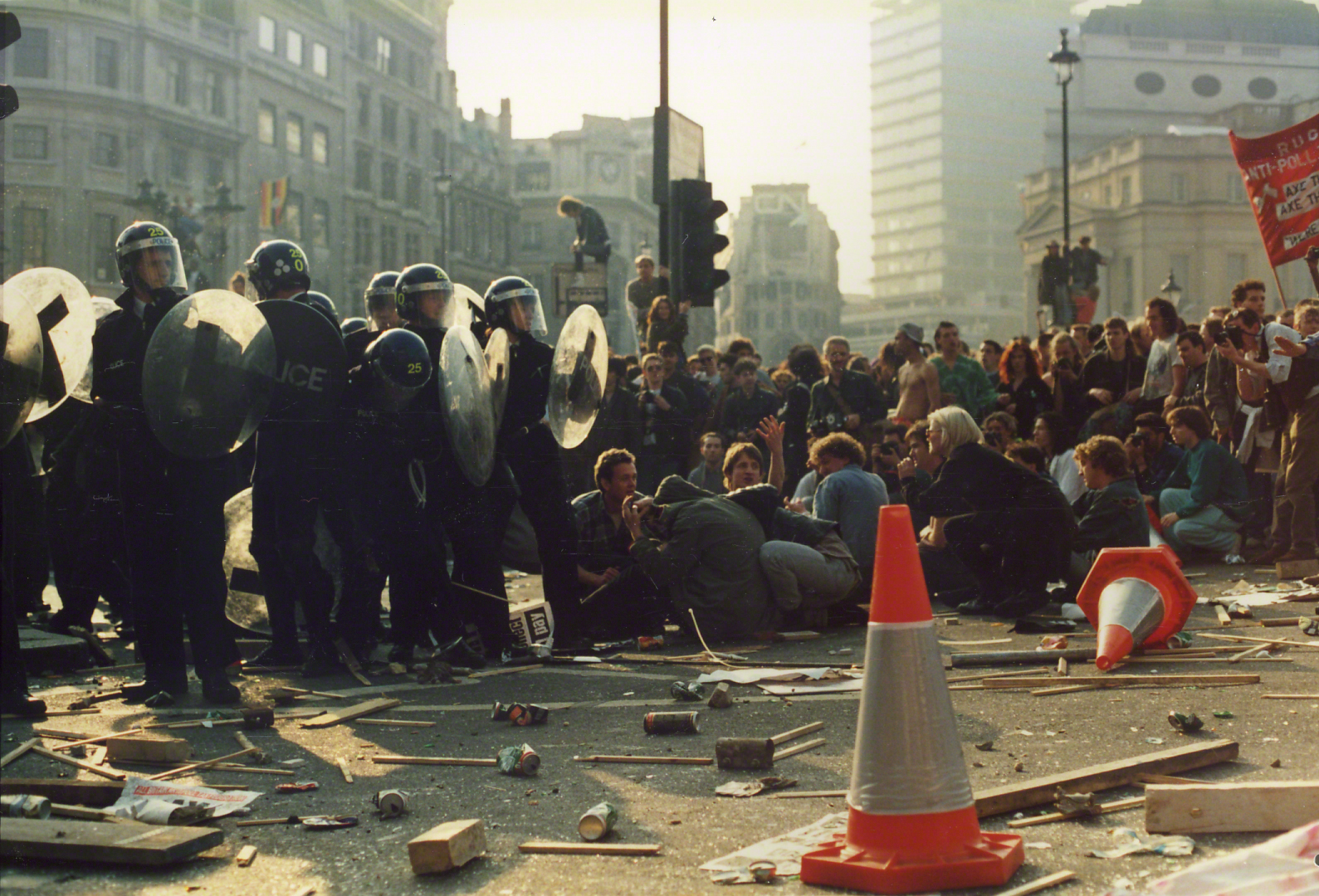
Krawalle gegen die Kopfsteuer am Londoner Trafalgar Square im März 1990

Thatchers Politik wie ihre Person polarisieren auch noch nach ihrer aktiven Zeit. 2002 und 2003 erreichte sie in zwei Umfragen sowohl den 16. Platz unter den 100 größten Briten aller Zeiten als auch den 3. Platz unter den 100 schlechtesten. In einer Umfrage des BBC Newsnight-Programms im September 2008, bei der die Abstimmenden den besten Premierminister nach 1945 wählen sollten, belegte Thatcher den dritten Rang hinter Churchill und Clement Attlee. Bei einer gleichlautenden Umfrage der University of Leeds im Jahr 2010 belegte Thatcher den zweiten Rang; diese Umfrage fand unter 106 Akademikern statt, die sich auf britische Geschichte und britische Politik spezialisiert haben.
Richard Vinen sieht Thatcher, die bei allen Unterhauswahlen eine eigene Mehrheit in den anderen Landesteilen jeweils verfehlte, als ein rein englisches Phänomen. Eric Evans attestiert, auch Jahre nach Thatchers Fall bleibe sie in der britischen Gesellschaft umstritten. John Campbell sieht ihren großen Erfolg in ihrer Wirkung auf die Mittelklasse begründet, die die Mehrheit der Wählerschaft ausmachte; war es zuvor politischer Konsens gewesen, dass die Arbeiterklasse die wahlentscheidende Mehrheit bildete, ignorierte Thatcher diese und sprach erfolgreich die Mittelschicht an.

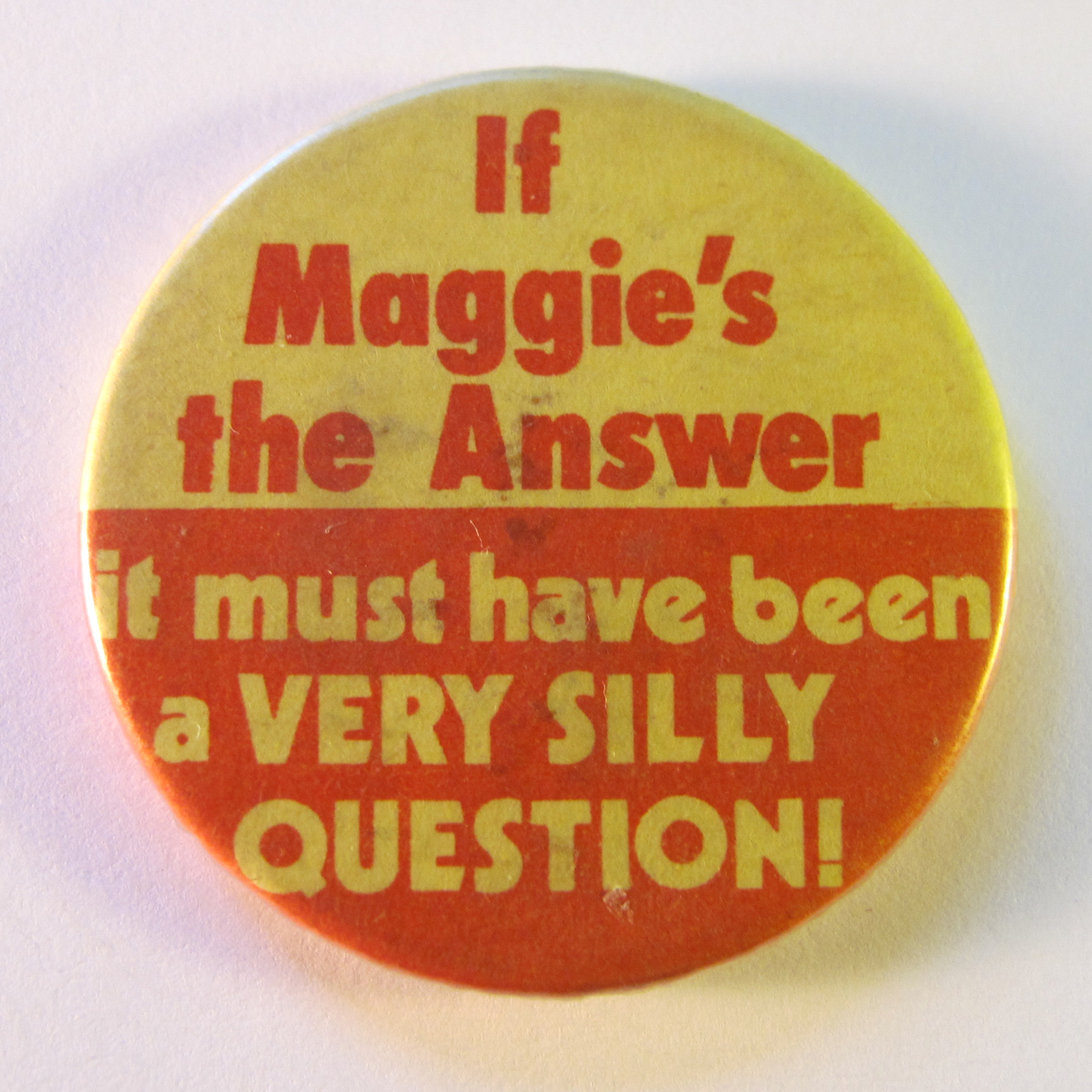
Ein Anti-Thatcher-Ansteckbutton

Ihre Anhänger heben ihre Wirtschafts- und Sozialpolitik hervor, die zu mehr Wohlstand für das Land und viele Bürger geführt habe. Auch ihre Rolle in der Beendigung des Kalten Krieges wird von ihren Anhängern betont. Zudem habe sie Großbritannien, ehemals als „kranker Mann Europas“ betitelt, wieder als führende Großmacht etabliert. Kritiker werfen ihr die Zerstörung eines gesellschaftlichen Gemeinschaftsgefühls durch die Zerschlagung der Gewerkschaften, den Ruin des öffentlichen Sektors durch Privatisierung sowie Ignoranz gegenüber immateriellen gesellschaftlichen Werten vor. Zudem habe sich die Armutsquote nahezu verdoppelt. Qualitätsprobleme traten bei den unter Thatcher privatisierten englischen Trinkwasserversorgern auf. Die Wasserpreise stiegen in zehn Jahren um 46 Prozent an, die betreibenden Unternehmen investierten trotzdem nicht ausreichend in das Leitungsnetz. Dadurch ging Trinkwasser aufgrund schadhafter Leitungen verloren, außerdem breiteten sich in ärmeren Familien hygienebedingte Krankheiten aus. Auf der anderen Seite profitierte die Gesellschaft von Privatisierungen. Große Unternehmen wie British Steel und British Airways arbeiteten nach der Privatisierung weitaus effizienter als zuvor; dieser positive Effekt konnte nachfolgend auch bei Unternehmen verzeichnet werden, die weiterhin in staatlicher Hand verblieben. Viele Privathaushalte profitierten von der erhöhten Dienstleistungsbereitschaft; so bekamen Neukunden, die vormals viele Wochen auf einen Telefonanschluss hatten warten müssen, diesen von der BT in wenigen Tagen gelegt. In Thatchers Ära fiel auch die Verabschiedung der umstrittenen Clause 28, die Kommunalbehörden eine vorsätzliche Förderung von Homosexualität untersagte.
Thatchers autoritärer Regierungsstil wird ebenfalls als Kritikpunkt angeführt; in ihrer Regierungszeit habe die gemeinsame Kabinettsverantwortung gelitten; anstelle gemeinsam getroffener Kabinettsentscheidungen habe sie politische Sachfragen meist mit Ministern in Vieraugengesprächen ausgehandelt. Unterstützer halten dem entgegen, dass dies im konstitutionellen Rahmen völlig legal gewesen und so das Problem der zunehmenden Überlastung, wovon die Regierungen Heath, Wilson und Callaghan immer stärker geplagt waren, behoben worden sei. Kritisiert wird auch, dass Thatcher statt des Kabinetts viel eher einem kleinen Kreis persönlicher Berater (wie Bernard Ingham und Charles Powell) vertraut habe. Zudem habe sie das Amt des Premierministers, ehemals oft nur ein Primus inter pares im Kabinett, zu einem präsidialen Amt umgedeutet – ein Vorwurf, der später auch regelmäßig gegen Tony Blair erhoben wurde.
Für ihren Biographen John Campbell ist ein zentrales Paradox des Thatcherismus, dass sie eine Kultur des ungezügelten Materialismus zelebrierte, die fundamental ihren eigenen Werten – konservativ, altmodisch, puritanisch – widersprachen.
In Schottland konnte sich der Thatcherismus nie durchsetzen und traf mit seinen Maßnahmen auf entschiedenen Widerstand in der Bevölkerung, die sich auch in den Unterhauswahlen zunehmend von den Konservativen abwandte. Der ehemalige schottische First Minister Alex Salmond führte die Unabhängigkeitsbestrebungen der Schotten mittelbar auf Thatcher und die insbesondere in Schottland regelrecht verhasste Polltax zurück.
Auch in Wales fand durch Thatchers Regierung eine Polarisierung statt; hatten sich einer Studie zufolge 1979 nur 57 % eher als walisisch denn als britisch definiert, sagten dies 1981 bereits 69 % der Befragten.

### Wirtschaftspolitisches Erbe

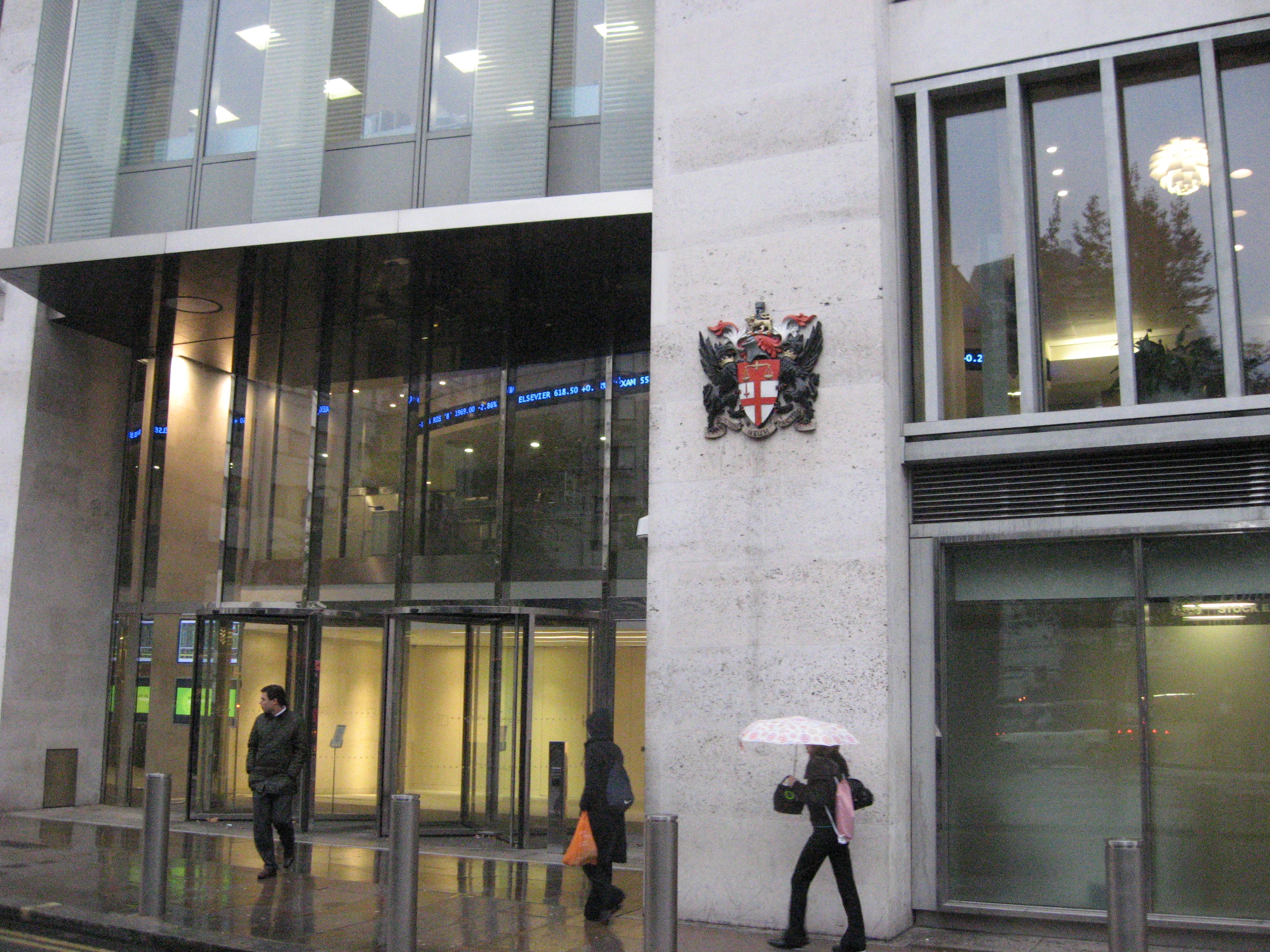
London Stock Exchange (2007)

Umstritten ist bis heute die Bedeutung der Wirtschaftspolitik Thatchers. Mit der kontraktiven Geldpolitik Anfang der 1980er Jahre gelang es ihr, die Inflation zu senken, allerdings um den Preis eines starken Anstiegs der Arbeitslosigkeit in der Spitze auf drei Millionen (rund 12,5 Prozent 1983). Die monetaristische Geldpolitik Thatchers wird von vielen Ökonomen, einschließlich Milton Friedman, als eher misslungen angesehen. Die gesamte Regierungszeit war von sozialen Unruhen und hoher Arbeitslosigkeit geprägt. Die Produktivitätssteigerung in Großbritannien von durchschnittlich 1,1 % in den 1970er Jahren auf durchschnittlich 2,2 % in den 1980er Jahren wird von einigen Ökonomen auf ihre Politik der Privatisierung, Deregulierung und der Zurückdrängung des Gewerkschaftseinflusses zurückgeführt. Andere führen den Produktivitätszuwachs auf den Niedergang des (im internationalen Vergleich eher niedrigproduktiven britischen) industriellen Sektors und das Wachstum des Dienstleistungssektors zurück. Positiv wurde vermerkt, dass die Dynamik der britischen Wirtschaft seit den 1980er Jahren nicht mehr hinter der Dynamik der deutschen und französischen Wirtschaft zurückblieb. Das Wirtschaftswachstum war in den 1980er Jahren mit durchschnittlich 2,7 % etwas höher als in den 1970er Jahren (2,5 %).
Die im Zuge des sogenannten Big Bang durchgeführte Deregulierung im britischen Bankwesen wird als mitursächlich sowohl für den späteren Erfolg Londons als Finanzplatz, aber auch für den Kasinokapitalismus gesehen, der zur Finanzkrise ab 2007 führte.

## Kulturelle Nachwirkung und Darstellung in Schauspiel, Film und Medien

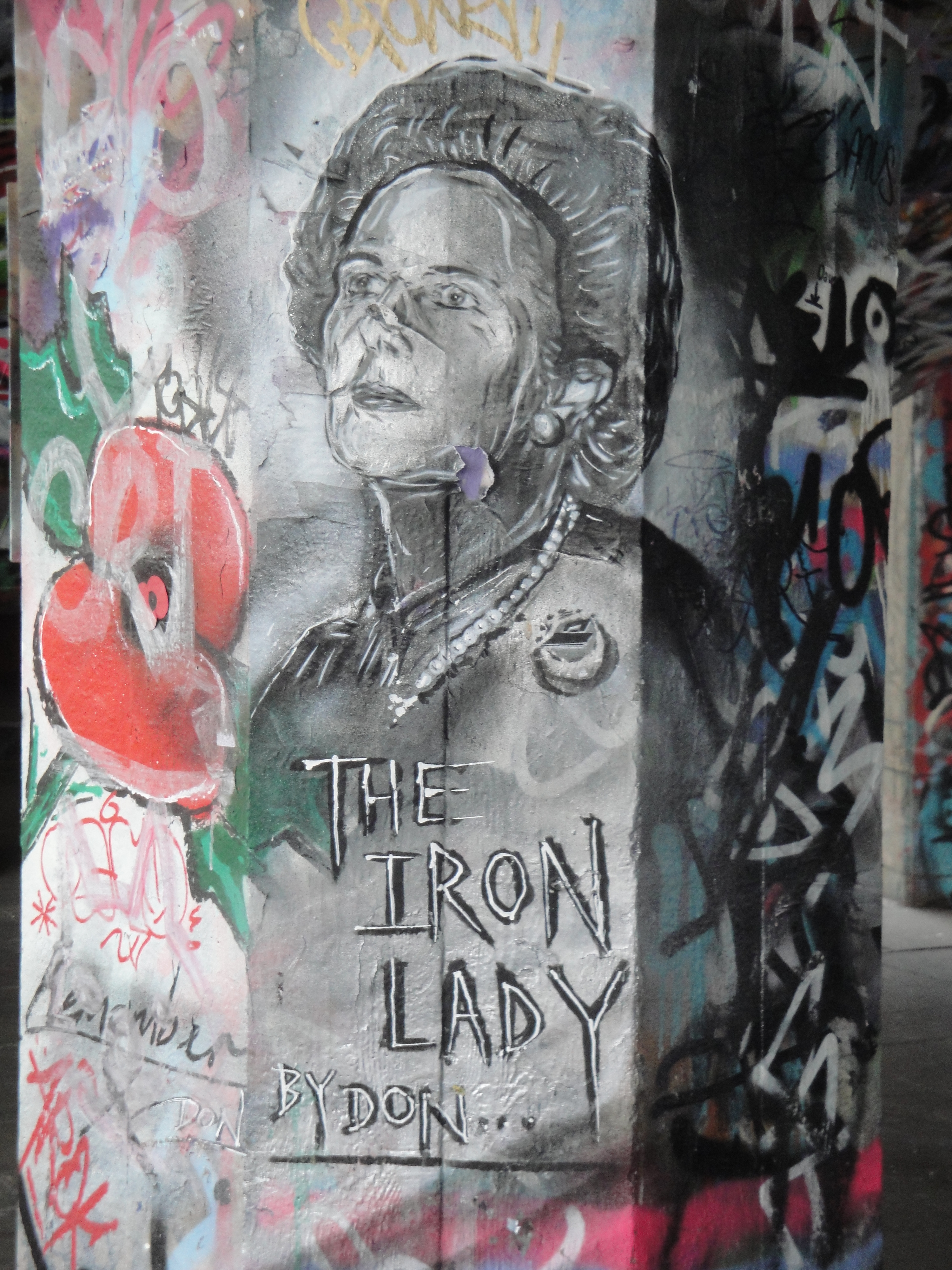
Graffito in London unter dem Southbank Centre

Beginnend mit ihrer Streichung der Gratismilch an Grundschulen 1971 wurde Thatcher Gegenstand unzähliger Witze und satirischer Darstellungen. Das satirische Hörspiel The Iron Lady wurde im Jahr 1979 veröffentlicht. Ab Mitte der 1980er Jahre avancierte Thatcher zu einem der bekanntesten Menschen weltweit, die im Ausland weit populärer war als in Großbritannien selbst. Bei Gegnern und Anhängern gleichermaßen als „Maggie“ bekannt, wurde Thatcher auch vom einflussreichen britischen Kunstkritiker Michael Billington als prägend für Theater und die Künste eingestuft.
In den 1980ern wurde sie zum Gegenstand von zahlreichen Protestliedern. Billy Bragg und Paul Weller bildeten dafür eigens das Red Wedge Kollektiv. In dem Album The Final Cut von Pink Floyd wird Margaret Thatcher mehrfach erwähnt. Kritisiert wird sie unter anderem im Zusammenhang mit dem Falklandkrieg.
John Wells nahm Thatcher in verschiedenen Medienformaten satirisch aufs Korn. Mit Richard Ingrams wurden die angeblichen Dear Bill-Briefe im Austausch mit Denis Thatcher als Kolumne im Private Eye veröffentlicht und als Theaterstück im West End als Anyone for Denis? aufgeführt. Anyone for Denis? kam 1982 ins Fernsehen. Bei Spitting Image, einer satirischen britischen Fernsehserie, war Thatcher ebenso ein beliebtes Feindbild; Steve Nallon lieh ihr dabei seine Stimme.
Margaret Thatcher wurde zudem in verschiedenen Fernsehprogrammen, Dokumentationen, Filmen und Theaterstücken abgebildet. Im James-Bond-Film In tödlicher Mission wurde sie von der Imitatorin Janet Brown dargestellt. Eine weitere ihrer Thatcher-Imitationen findet sich auf dem Album Amarok des britischen Musikers Mike Oldfield aus dem Jahr 1990. In der britischen Mini-Serie House of Cards (1990) ist Thatchers Sturz der Auslöser für die nachfolgenden Ereignisse rund um den Protagonisten Francis Urquhart. Die Serie wurde in den letzten Monaten von Thatchers Regierungszeit gedreht, als noch niemand ihren baldigen Abgang erwartete.
Patricia Hodge spielte sie in Ian Curteiss The Falklands Play (2002) und Andrea Riseborough im Film The Long Walk to Finchley (2008). Der Fernsehfilm Thatcher: The Final Days von 1991 zeigte die letzten Tage als Premierministerin und wurde von Richard Maher verfasst, in diesem spielte Sylvia Syms Thatcher. Sie ist ebenso Titelfigur im Film Margaret von 2009, gespielt von Lindsay Duncan. Meryl Streep spielte sie 2011 in Die Eiserne Lady (Originaltitel: The Iron Lady) und erhielt für ihre Darstellung den Oscar. 2020 porträtierte Gillian Anderson Thatcher in der 4. Staffel der Netflix-Serie The Crown, wofür sie mit einem Emmy ausgezeichnet wurde. 2023 taucht sie auch in der Vampir-Satire El Conde auf, in der sie von Stella Gonet dargestellt wurde.
In Alan Hollinghursts Buch Die Schönheitslinie, 2004 mit dem Man Booker Prize ausgezeichnet, hat Thatcher einen Nebenaufritt.

## Privatarchiv
Im Juni 2015 übergaben die Erben Margaret Thatchers ihre persönlichen Aufzeichnungen und Papiere an eine Einrichtung des für Kultur und Medien zuständigen Ministeriums. Es wurde ihnen hierfür ein Rabatt von einer Million britischen Pfund auf die zu erwartende Erbschaftssteuer in Höhe von 4,7 Millionen britischen Pfund gewährt. Sie schlugen damit die Möglichkeit aus, sie in den USA zu verkaufen. Die Papiere werden auf Wunsch Thatchers im öffentlichen Archiv des Churchill College der University of Cambridge aufbewahrt und sollen auch online einsehbar sein.

## Thatchers Ergebnisse in ihrem Wahlkreis

Das von der Königin der „Eisernen Lady“ verliehene Wappen

| Wahl                                 | Wahlkreis        | Partei           | Partei             | Stimmen          | %                | Resultat         |
| Margaret Roberts                     | Margaret Roberts | Margaret Roberts | Margaret Roberts   | Margaret Roberts | Margaret Roberts | Margaret Roberts |
| ------------------------------------ | ---------------- | ---------------- | ------------------ | ---------------- | ---------------- | ---------------- |
| Britische Unterhauswahl 1950         | Dartford         |                  | Conservative Party | 24.490           | 36,2             | Gescheitert      |
| Britische Unterhauswahl 1951         | Dartford         |                  | Conservative Party | 27.760           | 40,9             | Gescheitert      |
| Margaret Thatcher                    |                  |                  |                    |                  |                  |                  |
| Britische Unterhauswahl 1959         | Finchley         |                  | Conservative Party | 29.697           | 53,2             | Gewählt          |
| Britische Unterhauswahl 1964         | Finchley         |                  | Conservative Party | 24.591           | 46,6             | Gewählt          |
| Britische Unterhauswahl 1966         | Finchley         |                  | Conservative Party | 23.968           | 46,5             | Gewählt          |
| Britische Unterhauswahl 1970         | Finchley         |                  | Conservative Party | 25.480           | 53,8             | Gewählt          |
| Britische Unterhauswahl Februar 1974 | Finchley         |                  | Conservative Party | 18.180           | 43,7             | Gewählt          |
| Britische Unterhauswahl Oktober 1974 | Finchley         |                  | Conservative Party | 16.498           | 44,0             | Gewählt          |
| Britische Unterhauswahl 1979         | Finchley         |                  | Conservative Party | 20.918           | 52,5             | Gewählt          |
| Britische Unterhauswahl 1983         | Finchley         |                  | Conservative Party | 19.616           | 51,1             | Gewählt          |
| Britische Unterhauswahl 1987         | Finchley         |                  | Conservative Party | 21.603           | 53,9             | Gewählt          |

## Titularien
- Miss Margaret Roberts (1925–1951)
- Mrs Margaret Thatcher (1951–1959)
- Mrs Margaret Thatcher, MP (1959–1970)
- The Rt Hon. Margaret Thatcher, MP (1970–1983)
- The Rt Hon. Margaret Thatcher, MP, FRS (1983–1990)
- The Rt Hon. Lady Thatcher, OM, MP, FRS (1990–1992)
- The Rt Hon. The Baroness Thatcher, OM, PC, FRS (1992–1995)
- The Rt Hon. The Baroness Thatcher, LG, OM, PC, FRS (1995–2013)

## Eigene Bücher
- Downing Street No. 10. Econ, Düsseldorf u. a. 1993, ISBN 3-430-19066-5.
- Die Erinnerungen 1925–1979. Econ, Düsseldorf u. a. 1995, ISBN 3-430-19067-3.
- The Collected Speeches of Margaret Thatcher. Robin Harris (Hrsg.), HarperCollins, London 1997, ISBN 0-00-255703-7.
- Statecraft: Strategies for a Changing World. Harper Perennial, London 2003, ISBN 0-06-095912-6.